# Плужне (Україна)

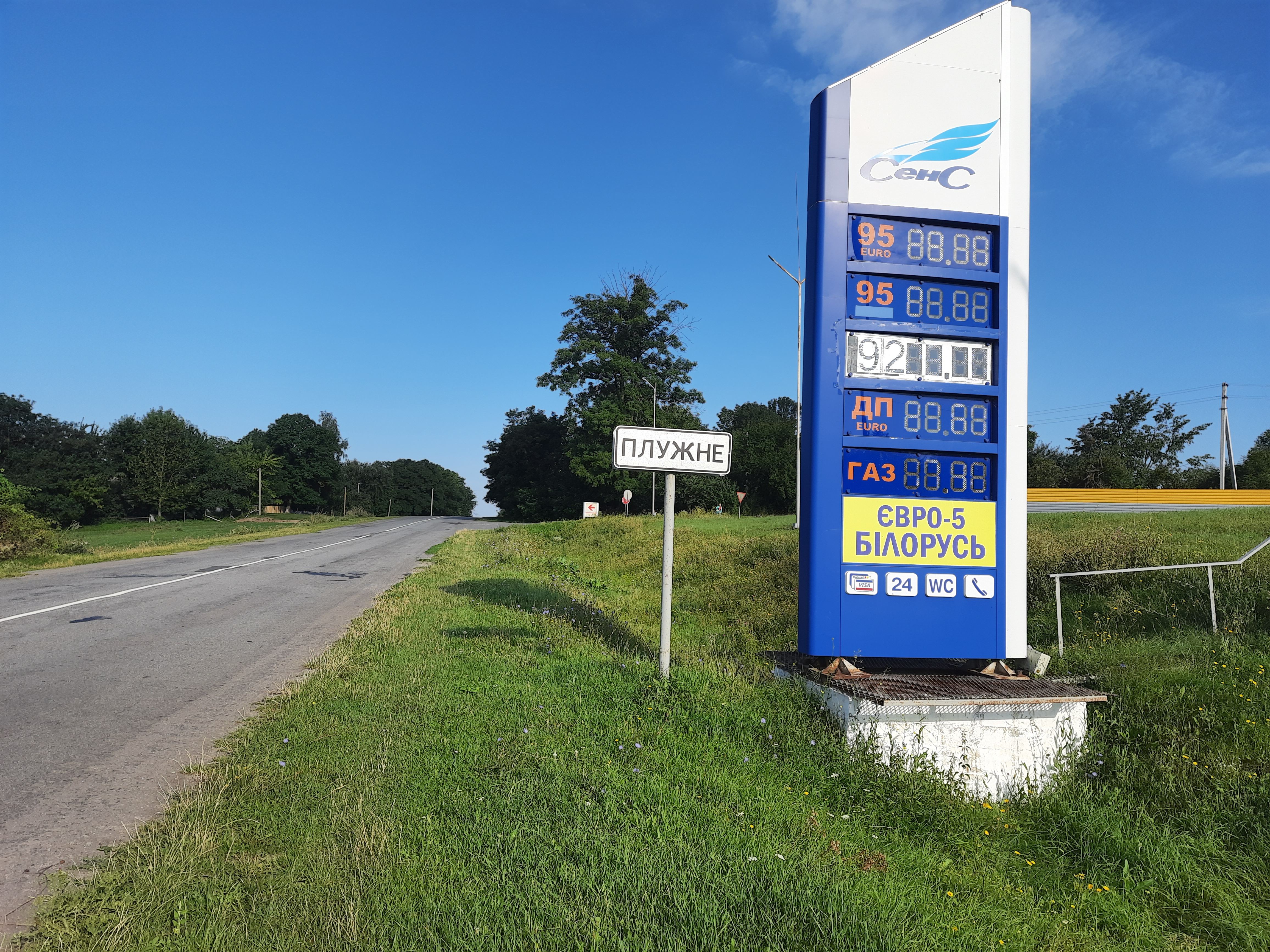
Дорожній знак при в'їзді в село

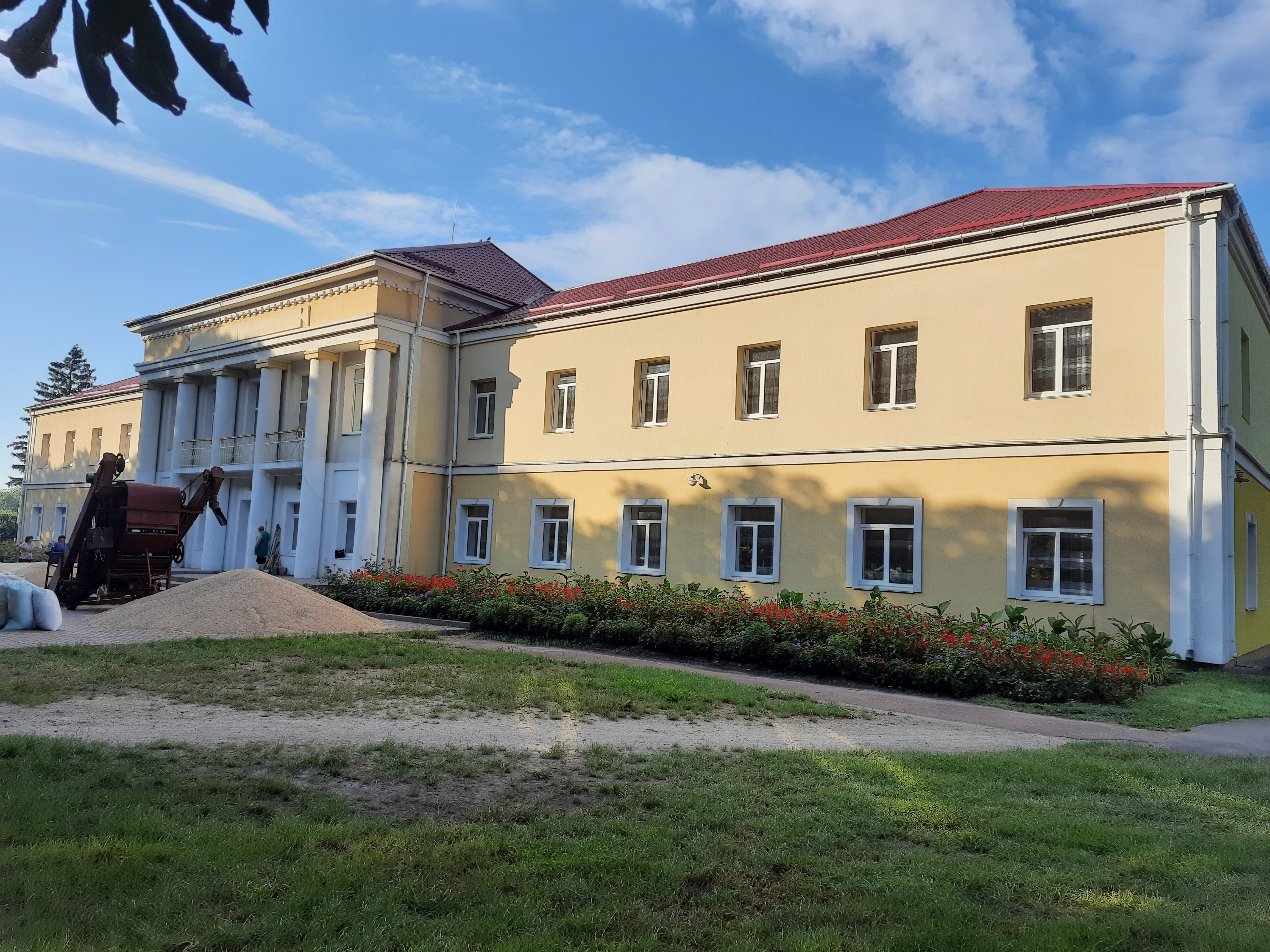
Школа-інтернат

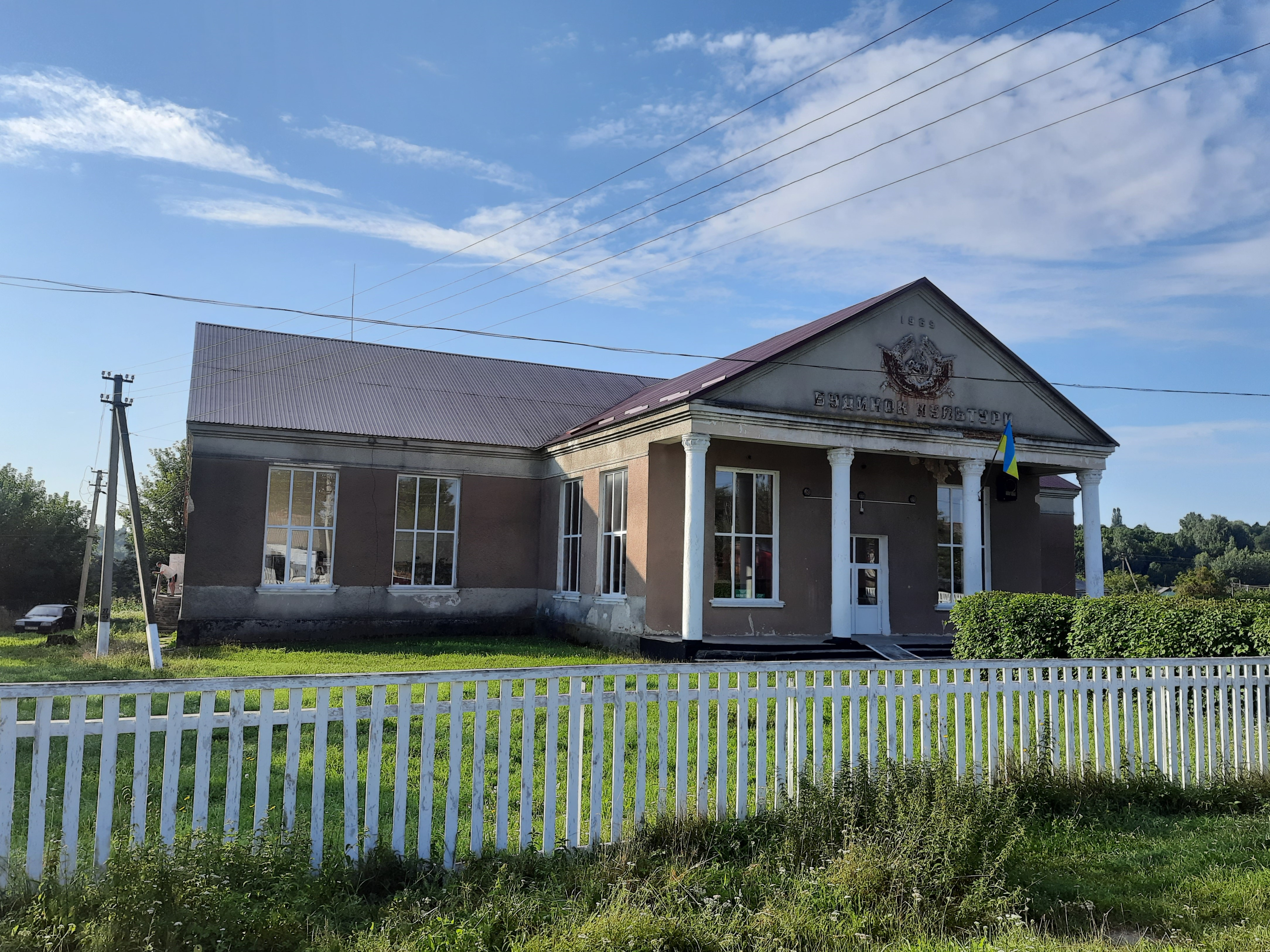
Будинок культури

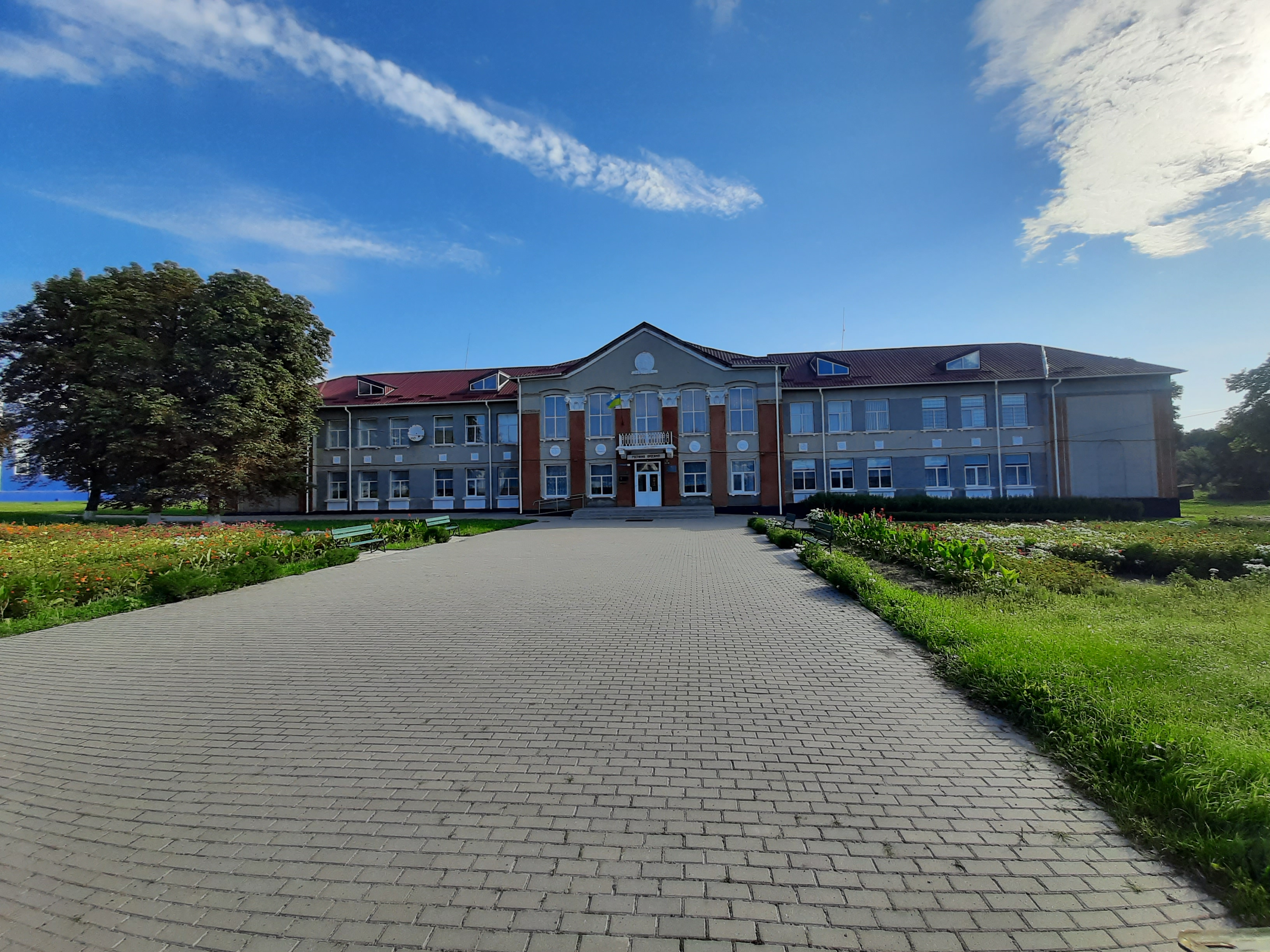
Плужненський НВК «Загальноосвітня школа І-ІІІ ступенів, гімназія» ім. Р. Й. Бортника

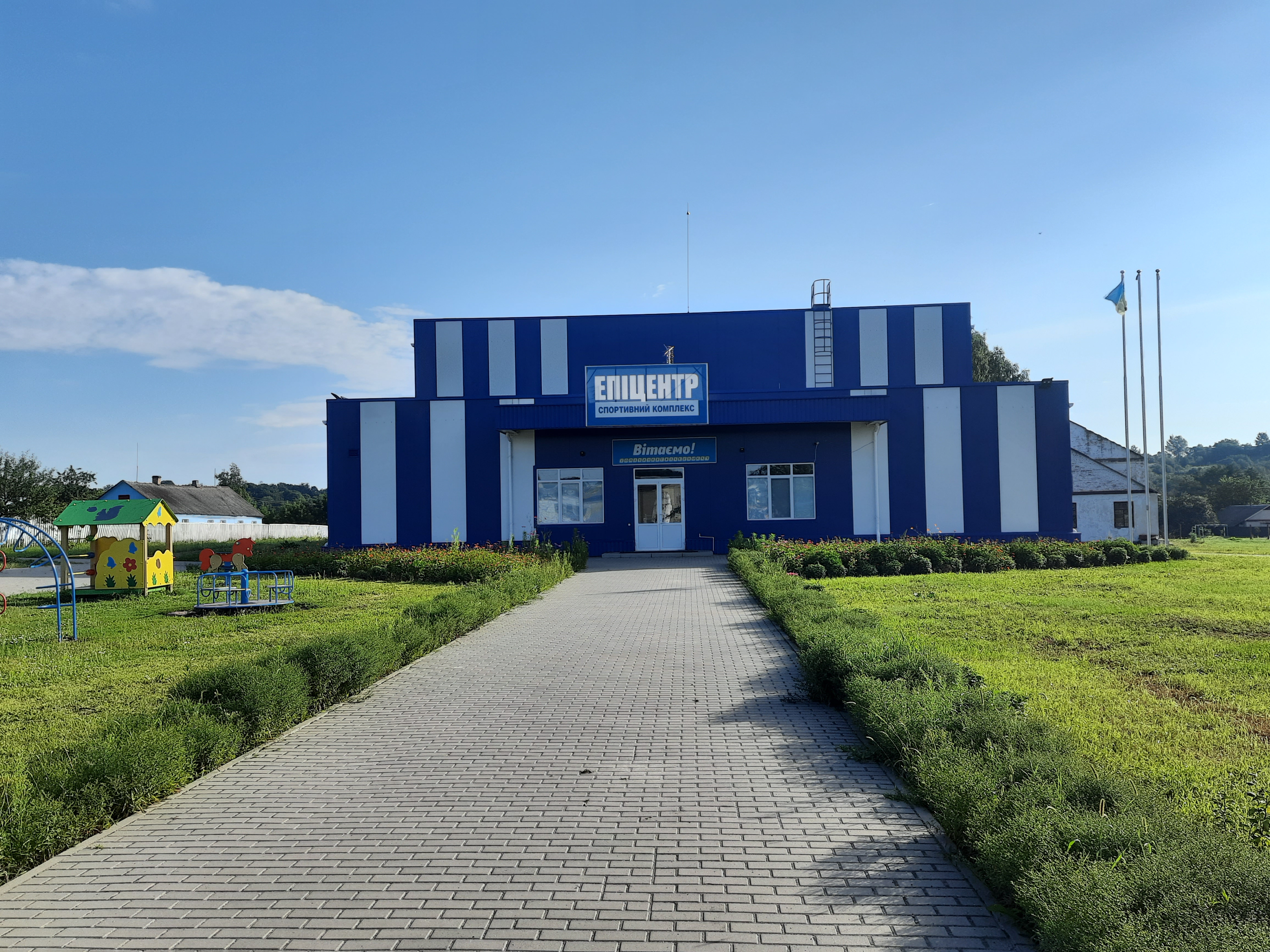
Спорткомплекс

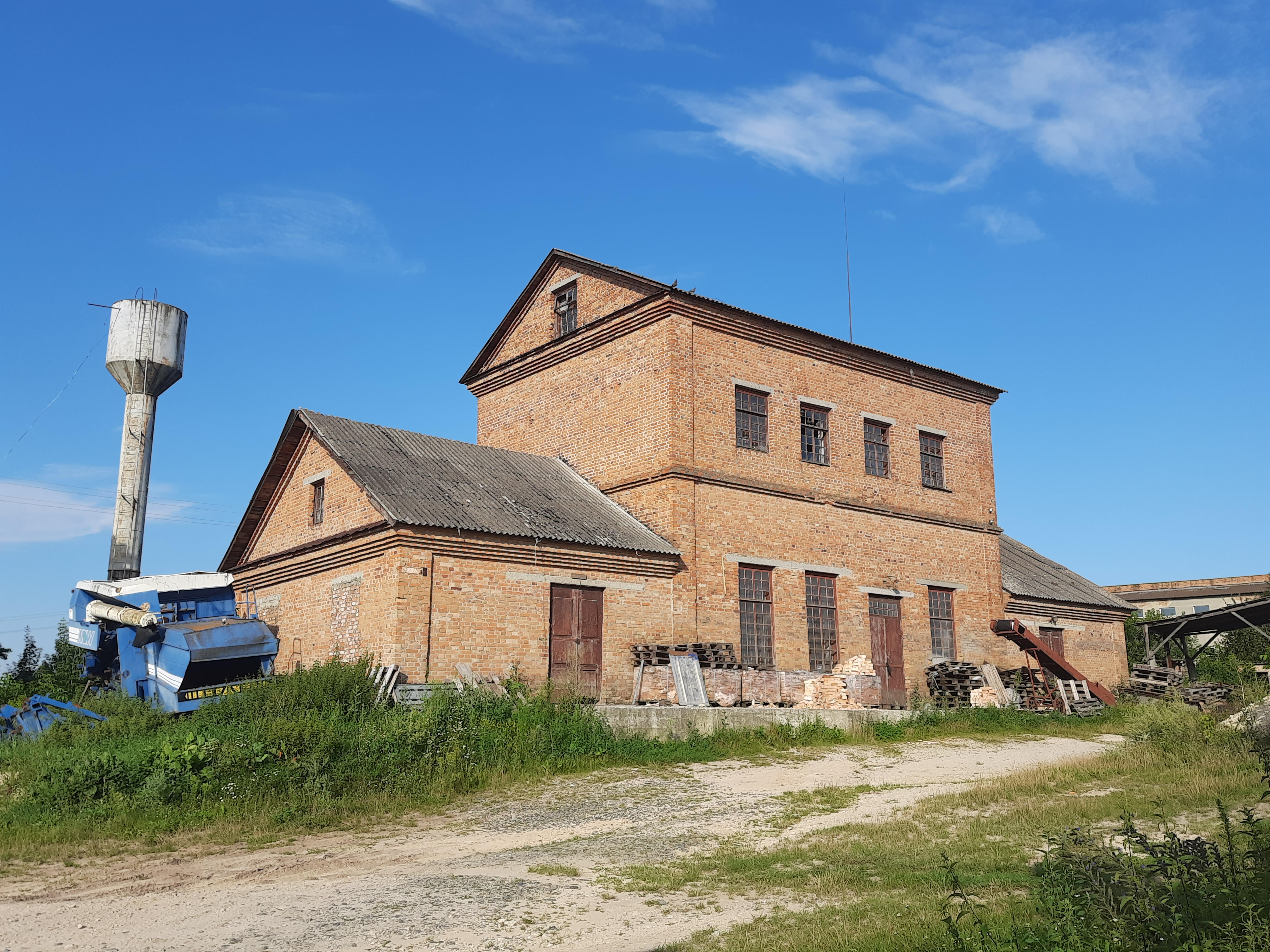
Млин

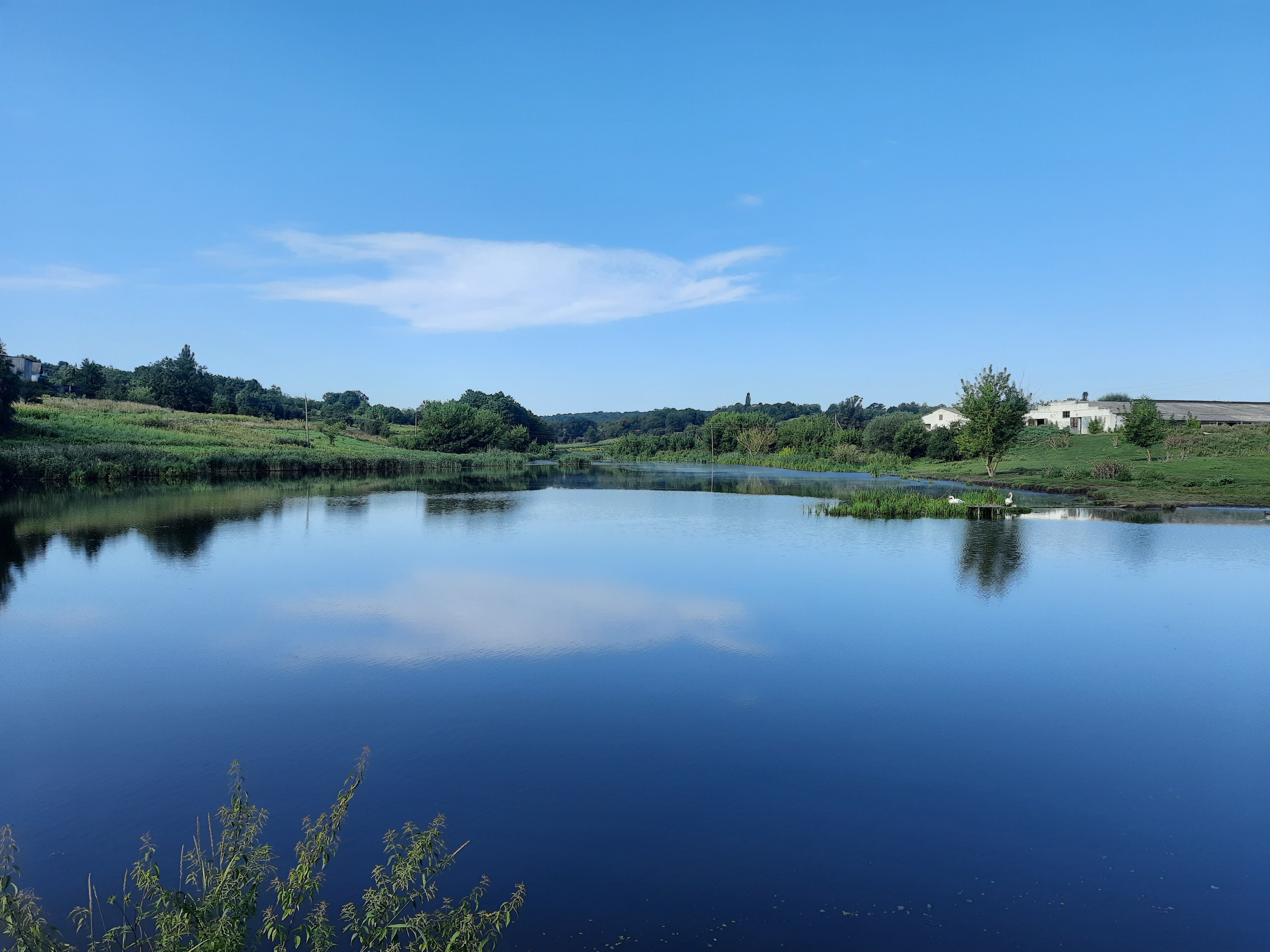
Став біля села

Плу́жне — село в Україні, в Шепетівському районі Хмельницької області. Населення становить 2732 осіб (на 2021 рік). Село розташоване на заході району за 24 км від міста Ізяслава та за 44 км від міста Шепетівка. В околицях населеного пункту бере початок річка Устя — права притока Вілії. З 11 лютого 2019 року входить у Плужненську сільську громаду і є її адміністративним центром.
У селі є Плужненська загальноосвітня санаторна школа-інтернат І—ІІ ступенів для дітей та підлітків з малими та неактивними формами туберкульозу.

## Географія
Село лежить біля витоку річки Устя, за 44 км на захід від районного центру, за 26 км від залізничної станції Ізяслав та за 46 км від вузлової залізничної станції Шепетівка.
З'єднане із райцентром територіальним автомобільним шляхом Т 2313. Фізична відстань до Шепетівки — 36 км, до Хмельницького 90 км, до Києва — 261,7 км.
Сусідні населені пункти:
Плужне, як й Ізяслав, лежить на південному березі старої делювіальної долини Кременецько-Острозького кряжу, з півночі якої розташовані Острог і Славута. На північній межі поширення лесового підґрунтя.
Клімат у Плужному помірний континентальний.
На території Плужнянського лісництва розташований ряд об'єктів природно-заповідного фонду місцевого значення, зокрема: Плужнянський орнітологічний заказник та гідрологічний заказник «Урочище „Клиновецьке“». Ботанічні пам'ятки природи: Плужнянська дача, Дуб звичайний і Віковий бук. Зоологічна пам'ятка природи «Плужнянська». Заповідне урочище Круглик. Пам'ятка садово-паркового мистецтва — Плужнянський парк. Останній є залишками старого парку колишньої резиденції Яблоновських-Тишкевичів. Розташований у пересічній горбистій місцевості. З насаджень привертають увагу дерева віком понад сто років: клени гостролисті, клени-явори, ясени та гіркокаштани, дуби. Унікальним зразком є чотиристовбурна липа, діаметр стовбура якої становить 180,6 см. Крім того, ростуть старі ялинова, грабова та липова алеї, модрини польська та європейська, ялина звичайна, старі кущі бузку та жасмину.

## Археологія
1878 року під час розкопок кургану в урочищі Нева, проведених Владиславом Рупнєвським, сином власника поблизького села Коритного, членом естонського Наукового товариства в Дорпаті, виявлено сліди трупоспалення.
На території села виявлено кам'яні знаряддя праці доби неоліту та кургани доби бронзи, підкургане поховання раннього етапу подільської групи підкарпатської археологічної культури.
Археологом Василем Якубовським досліджене плужненське городище Х—XII століть, що входило до складу Волинського князівства. Збудоване над болотистою долиною городище піднімається над нею на 25 метрів. Воно оточене круглим валом і ровом. З внутрішнього боку висота 1,4 метри, зі східного — 0,8 метри, з зовнішнього боку висота 7 метрів, ширина — 6—8 метрів, довжина валу — близько 300 метрів.

## Етимологія назви
Назва села, очевидно, походить від праслов'янського слова «плуг», назви сільськогосподарського знаряддя з широким металевим лемешем, що взялося від запозиченого з давньонімецької мови слова pfluog. У XV столітті «плужне» також означало міру землі — розмір земельної ділянки, виораної за один день одним плугом.

## Історія

### Ранньомодерний час

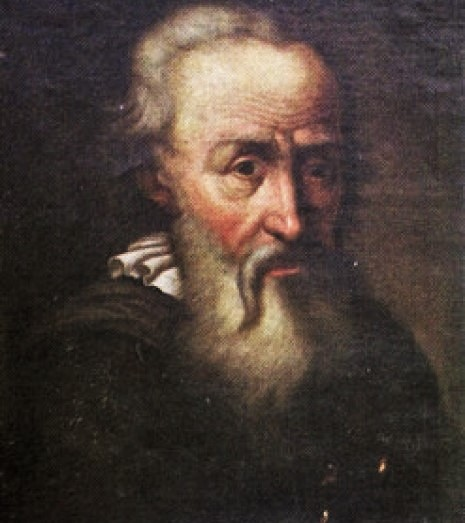
Василь Костянтин Острозький — перший відомий дідич Плужного.

Під 1576 роком Плужне вперше згадується через спустошення татарами сіл Острожчини. Тоді Плужне належало до власності князя Василя Костянтина Острозького в Луцькому повіті Волинського воєводства.
На початку XVII століття через Плужне пролягав шлях з Білотина, відгалуження шляху Заслав — Острог, через Сторониче, а далі на Ювківці — Корницю, у Залужцях відлучалася гілка на Шекеринці — Кунів. Другий важливий шлях вів безпосередньо з Острога через Сторониче.
1603 року в Плужному зафіксований фільварок, тоді село належало до власності Олександра Васильовича Острозького.
Під 1614 роком Плужне згадується в Острозькому літописці:

1614. Буря була великая, йшла мимо Острог от Жаславля о полудні, яко ноч, у жнива: пущі крушила, сади ломила по селах — в Борисові, у Плужном і по іних селах. В тих краях, куда йшла буря тая, пашня в копах княжая кілька сот коп рознесло не знати где, так теже і людськая; навіть і людей, котрії в полю того часу робили, носило поверх дерева, інших мертвих познаходили, а інії за дерево ухватившися, і держалися моцно і так живими позоставалися.

Після смерті краківського каштеляна Івана-Януша Острозького в 1621 році відбувся поділ маєтностей між дочками його брата Олександра Васильовича Острозького, бо всі його сини на той час уже померли. Так власницею Плужного стала Анна Алоїза Острозька, яка рік перед тим стала дружиною Яна Кароля Ходкевича. Після смерті Анни Алоїзи в 1654 році частину Острозької волості, зокрема і Плужне, успадкували нащадки її покійної сестри Катерини (1642), одруженої з Томашем Замойським, син Ян та дочки Гризельда Констанція та Йоанна Барбара. Після смерті Яна Собіпана Замойського 1665 року володіння перейшли до сина сестри Йоанни Барбари від шлюбу з Александром Конецпольським — краківського каштеляна Станіслава Яна Конецпольського. Померши і не залишивши потомства 1682 року, Станіслав Ян заповів частину належної йому Острозької волості своєму дядькові — белзькому воєводичу Яну Александру Конєцпольському, який передав її великому коронному гетьману Станіславу Яну Яблоновському. Так Плужне перейшло до родини Яблоновських гербу Прус III.
Станом на 1654 рік, після буремних подій Хмельниччини, від фільварку, 350 димів, 90 волік, залишилося лише 13 жителів, піп і церква. На п'яти ставках були розташовані три млини на один камінь, з яких два стояли пусткою.
Наприкінці XVII століття Плужне разом з частиною Острога і селом Вельбівне перебували в орендній посесії якогось Домеховського, який проживав у Острозькому замку. У Плужному ж для панських потреб був двір на дві світлиці, пекарня, комора та пасіка на 30 вуликів. Пасіка існувала за рахунок залежного населення, стягнення так званої медової десятини. З кожних 10 вуликів селянин зобов'язаний був віддати 1 для пана. Також у селі було 2 ставки, що приносили 86 злотих прибутку річно.

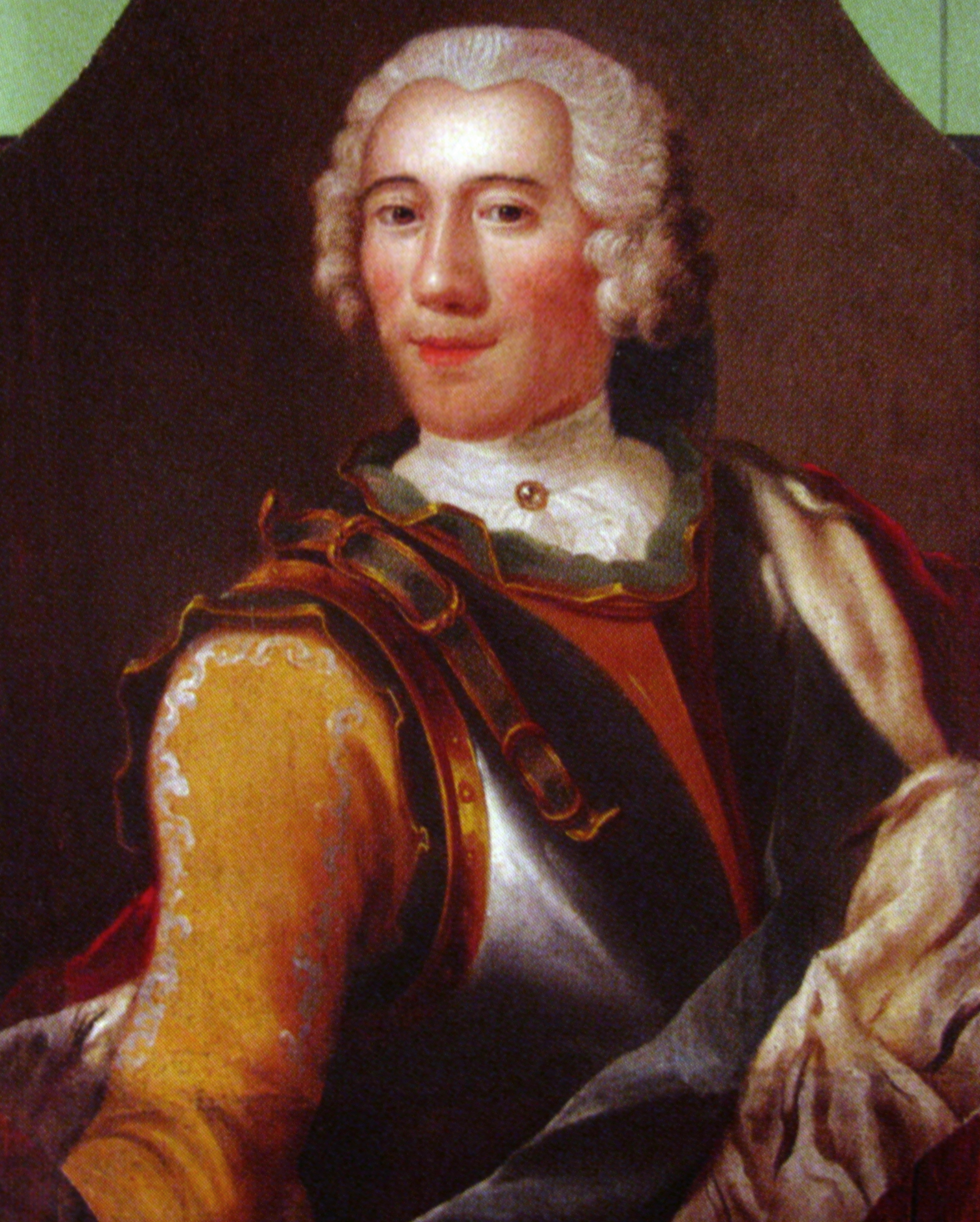
Станіслав Вінцентій Яблоновський — замешкував у плужненському маєтку, поет і письменник.

7 червня 1662 року ревізори нарахували в Плужному 10 димів, що є еквівалентом близько 60 жителів. У подальшому кількість населення повільно зростала і станом на 1687 рік димів було вже 18, що відповідно становило понад 108 селян обох статей без розрізнення віку. За даними інвентарю 1690 року в Плужному нараховувалося 40 димів, тобто понад 240 жителів. Більшість мешканців становили українці. За характером повинностей селяни поділялися на панщизняних і чиншових. 1687 року у Плужному з 18 селянських господарств панщину відробляли 15, з яких 4 господарі — по 3 дні на тиждень, 9 — по 2 та 2 — по 1 дню. Величина панщини визначалася пропорційно до земельного наділу і кількості робочої худоби. Не відробляли панщини тільки троє господарів-бортників, натомість сплачували чиншового по 6 злотих кожен. Крім панщинних днів селяни відробляли також заорки, оборки, закоски, обкоски, зажинки та обжинки.
Від Станіслава Яна Яблоновського Плужне дісталося у спадок руському воєводі зі співзвучним іменем — Яну Станіславу Яблоновському, а від нього білоцерківському старості, письменникові та поетові Станіславу Вінцентію Яблоновському. Відтак власником Плужного на межі другого поділу Речі Посполитої став Антоній Барнаба Яблоновський.
1793 року після другого поділу Речі Посполитої Плужне опинилося в складі Російської імперії як волосний центр Острозького повіту Волинської губернії.

### Новий час

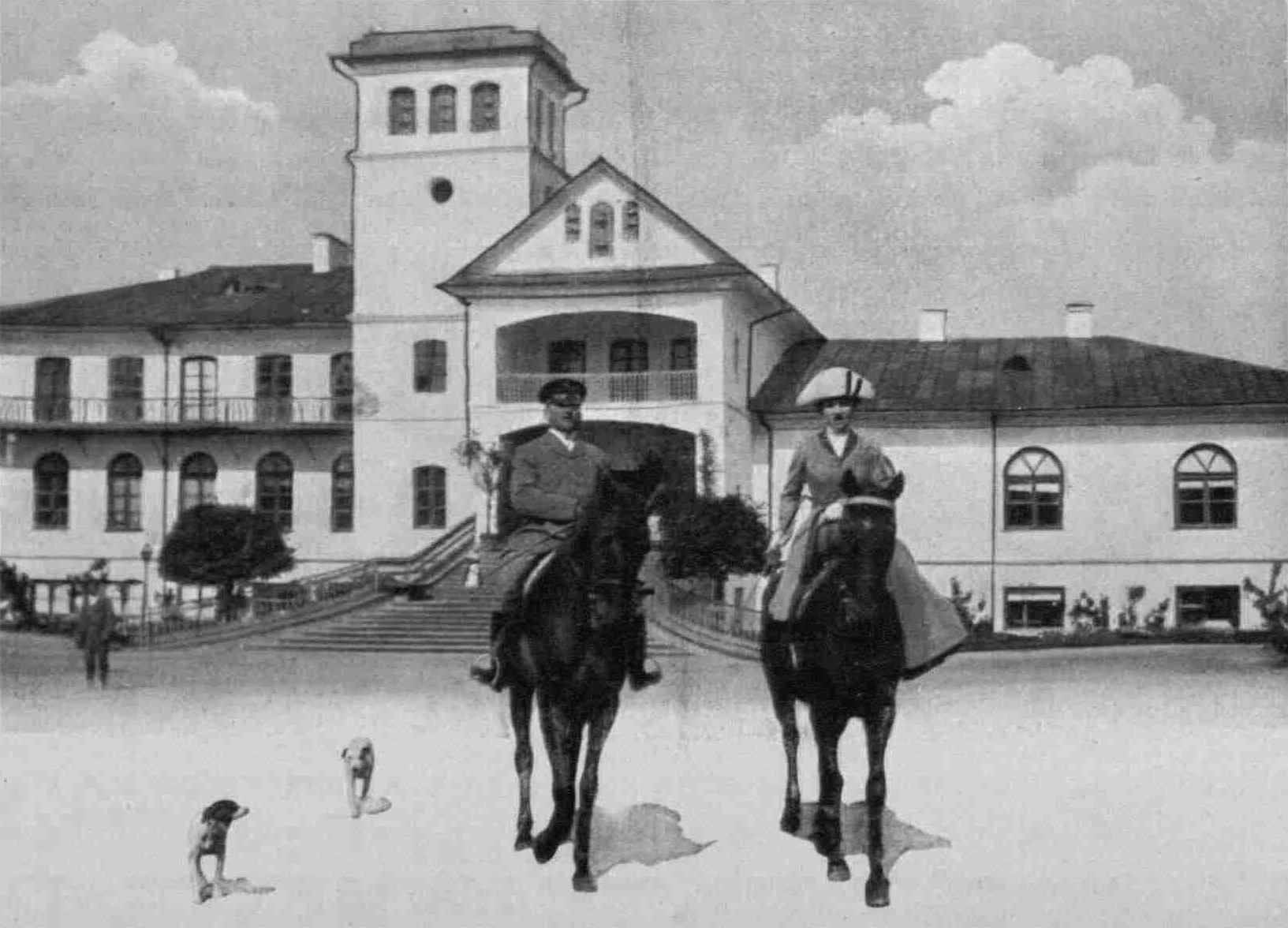
Едвард Тишкевич з дружиною Аделею верхи на тлі плужненського палацу. 1910-ті роки.

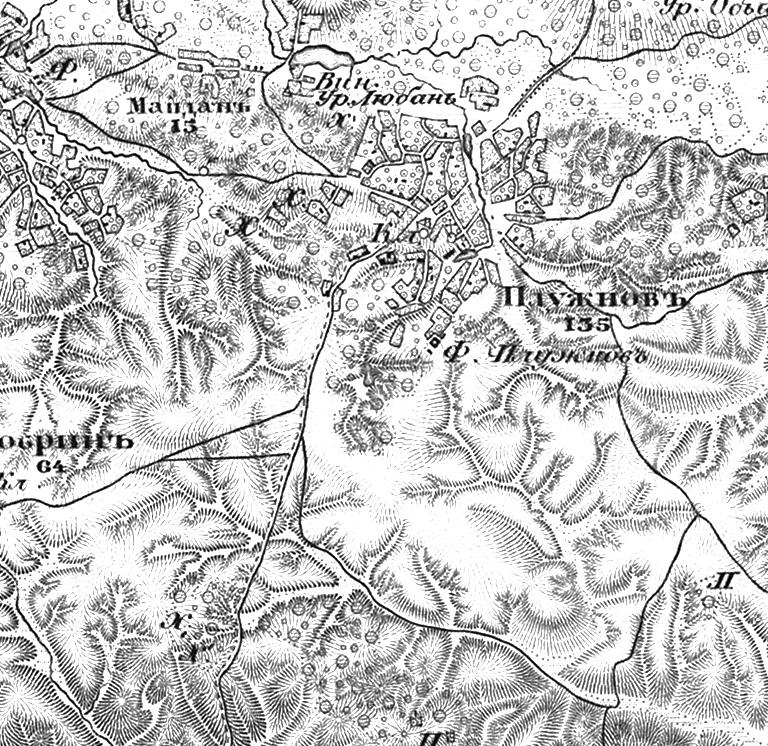
Плужне на мапі 1867 року.

Після смерті Антонія Барнаби Яблоновського наступним власником села став кавалер Ордену Білого Орла Станіслав Павел Яблоновський. Його брат Вацлав після поразки Листопадового повстання 1831 року опинився на еміграції в Парижі в близькому оточенні князя Адама Чорторийського. Як співробітник редакції часопису «Третє травня» (пол. Trzeci Maj), він був палким виразником панслов'янських ідей. Зі столиці Франції Вацлав привіз дружину Людвіку Кросмаріх, але дітей вони не мали. В 1900 році Людвіка померла у Плужному і була похована на католицькому цвинтарі в Заславі. Станіслав Павел був пошлюблений на її сестрі Ельжбеті Кросмаріх, з якою залишили дочку Марію Людвіку. Після смерті батька і стрия вона замешкала у Плужному під наглядом опікуна Владислава Яблоновського, одруженого з Людґардою Тишкевичівною, єдиного сина молодшого звідного брата Станіслава Павла Яблоновського Максиміліана. Батько Людґарди Бенедикт Емануель Тишкевич викупив Плужне від публічних торгів за борги чоловіка. Подружжя не мало дітей, тому наступно плужненський маєток належав братові Людґарди Едварду Тишкевичу, який від шлюбу з Аделею Дембовською мав народжену в Плужному дочку Аделю Ельжбету Ігнатію Тишкевич, яка померла в Брюсселі 29 березня 1960 року, залишивши після себе дочку та сина.
Під час Січневого повстання 1863 року після битви під Миньківцями через містечко проходила сотня під командуванням Леона Ґрюнбаума з Любара. Тут поміняли коней, а 12 травня під Плужним на острові серед боліт зраджені провідником були оточені й атаковані російськими вояками з дислокованого в Острозі підрозділу Орловського піхотного полку.
Біля 1860 року в Плужному будується новий палац в неокласицистичному стилі.
1864 року в селі діяло утримуване коштом громади однокласне народне училище. Наприкінці XIX століття було тут 397 домів і 2500 жителів. До села належали чеські й німецькі колонії: Ядвоніне, Михайлівка, Фюрстенталь і Княгинин.

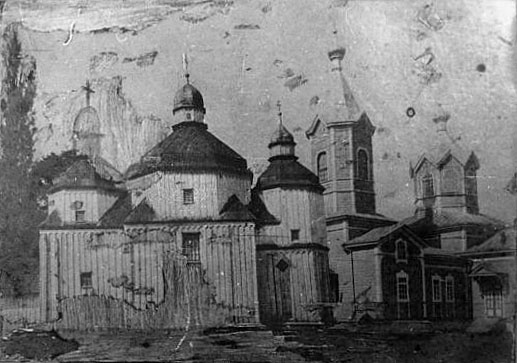
Церква Пресвятої Трійці (ліворуч) і церква святого Михаїла Архангела (праворуч)

На початок XX століття в Плужному було дві церкви, збудованих у традиційному українському стилі: Пресвятої Трійці з 1703 року, а перед нею ще старіша з XVI століття, румовища котрої було ще видно, і збудована в 1808 році цвинтарна церква Успіння Пресвятої Богородиці, 1836 пересвячена на святого Миколая, а 1881 знову на Успіння Пресвятої Богородиці. В 1869 році церкву Пресвятої Трійці поставили на кам'яний фундамент, покрили бляхою, а екстер'єр та інтер'єр пофарбували коштом парафіян. Була також римо-католицька каплиця, приписана до парафії Острога.
В 1910-х роках у селі зведено нову російську православну церкву святого Михаїла Архангела за типовим синодальним проектом. Українську церкву натомість розібрали.

### Новітній час
Під час Першої світової війни у Плужному розташовувався підрозділ Російської імператорської армії.
1917 року вояки гвардійського кавалерійського корпусу, розквартированого в селі, спільно з селянами реквізували поміщицькі землі.
1919 року під час нападу більшовиків на Плужне були знищені перевезені ще в 1850-их роках з Кривина особливо цінні архів і бібліотека шляхтичів Яблоновських.
У ході радянсько-української війни, у листопаді 1920 захоплене Червоною армією і надалі включене до складу Української СРР. Кістяк нової адміністрації села склали росіяни.

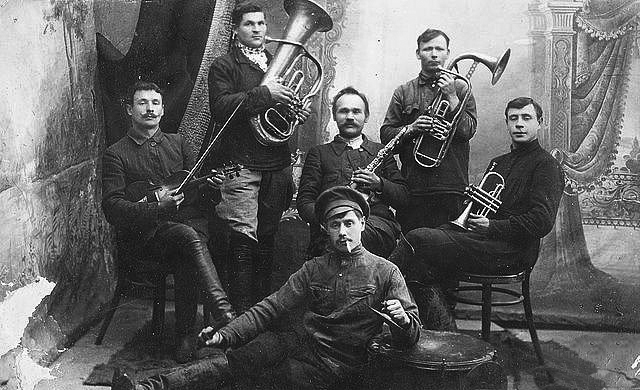
Плужненський оркестр. Кінець 1920-х років

На початку 1920-х років в околицях Плужного діяли антибільшовицькі повстанські групи, поширювалися листівки із закликами до боротьби за вільну Україну. Паралельно, діяли створені ДПУ диверсійні банди, що здійснювали напади на різні села краю від імені Всеукраїнського центрального повстанського комітету.
У 1923–1959 роках Плужне було центром Плужненського району в складі Шепетівської округи, потім Вінницької області, а з 22 вересня 1937 року — Кам'янець-Подільської області, яка 16 січня 1954 року була перейменована в Хмельницьку область.

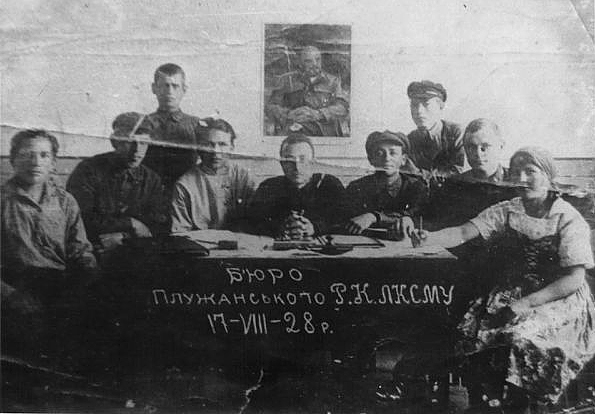
Бюро Плужненського РК ЛКСМУ — місцеві виконавці антицерковних акцій. 1928 рік

У 1930 році мешканці Плужного підняли повстання проти більшовиків, яке поширилося на довколишні села та райони й було придушене військами ОДПУ. Напередодні бюро Шепетівського окружкому КП(б)У ухвалило рішення про закриття церкви в селі та виселення селянських сімей. Але незабаром на вимогу громади церковну будівлю повернули. 20 лютого на вдячному молебні були присутні близько двох тисяч вірян з дев'яти сіл. Вийшовши з церкви на вулицю, жінки почали кричати: «Не чіпайте церков!», «Не чіпайте куркулів!», «Геть колективізацію!», «Геть радянську владу, будемо вибирати старосту!» Спершу натовп кинувся розбирати усуспільнене зерно та інвентар. Далі юрба чисельністю більш ніж 400 осіб попрямувала в сторону кордону з Річчю Посполитою, імітуючи спробу його перетину, але за чотири кілометри від нього була зупинена загоном піднятих за тривогою прикордонників. Після переговорів селяни повернулися до Плужного, а далі роз'їхалися по домівках, дорогою агітуючи до спільних виступів. Наступного дня повстання охопило 22 села Плужненського району. Ще через день заворушення охопили 13 районів округи. В багатьох селах були вигнані працівники сільських рад, розгромлені склади з посівним зерном, розібраний усуспільнений інвентар.
Підсумовуючи події, 10 березня 1930 року голова ОДПУ УСРР Всеволод Балицький написав генеральному секретарю ЦК КП(б)У Станіславу Косіору:

Передайте ЦК. тов. Косіору тільки, що вернувся з об'їзду деяких сіл Плужнянського району був також у Плужному, звідки виник і поширився рух у селах. Безумовно, настав перелом у всіх 22-х селах, де не функціонували сільради декілька днів. Дякуючи оперативним заходам у здійсненій політичній роботі, радянська влада відновлена у більшості сіл. Сози залишились, але з меншою кількістю членів. В деяких селах селяни, які розібрали зерно, повертають його знову до созу і просять включити до созу, баби, які брали участь у волинці, приходять до сільради із каяттям і видають куркулів, їх зачинщиків. Після арештів баби затихли, оскільки не розраховували, що їх за безчинність будуть заарештовувати. Ляховецький район, який межує із Плужним, ще не зовсім заспокоївся. Сьогодні у деяких селах відбувалися спалахи повстань із значною кількістю учасників і не тільки жінок. Стихійні виступи і хвилювання відбулися у Ганнопільському, Заславському, Судилківському районах, але в цих районах у зв'язку із потужним оперативним втручанням комуністів і перекиданням чекістів селянський рух не розрісся до розмірів як у Плужнянському районі.

1931 року органами ОДПУ в селі викрито осередок так званої Спілки визволення України. Протягом 1930-х років жертвами репресій з боку радянських органів державної безпеки стали сотні плужненців. Їх заарештовували під різними приводами. Інколи навіть без пред'явлення обвинувачення та винесення вироку. Казимир Шептицький теж пише про ситуацію 1937 року, у якій опинилася його матір, жителька села Білотин:

Мама вже через місяць після арешту батька зібрала, що в хаті було їстивного, зав'язала в хустину і пішла в село Плужне з передачею. Плужнянський райвідділ міліції був оточений високим парканом з дощок. Вона ходила й заглядала в щілини паркана, хотіла побачити свого чоловіка. Несподівано прихована в паркані хвіртка прочинилася, і з неї вийшов міліціянт. Він підійшов до мами й грубо запитав: «Што тєбє здєсь нада?» Мама розповіла йому, що тут перебуває її чоловік, а вона принесла йому передачу. Міліціянт поглянув на неї і запитав, де вона живе. Вона відповіла. Тоді він узяв її за руку і завів у двір. У дворі підвів до довгого хліва, біля якого стояв чатовий, мовчки відкрив ворота і штовхнув її в темноту хліва, замкнув за нею ворота.
У хліву було темно, тільки через шпарини в шпалах, з яких були викладені стіни, пробивалися тоненькі промінчики світла. Мама почала озиратися, куди вона потрапила, але спочатку в темноті нічого не змогла розгледіти. Коли очі звикли до темноти, вона побачила, що під стінами на землі лежать і стоять багато людей. Мама голосно запитала, чи є хто з Білотина, і почала кликати свого чоловіка. З темряви до неї підійшов якийсь чоловік і сказав, що він з Білотина. Коли вона до нього придивилася, то впізнала свого односельця, сусіда. Він їй розповів, що тут в цьому бараці перебуває вже третій тиждень, а її чоловіка два тижні як етапували, а завтра прийде черга на відправку й для них. <…>
Тільки тоді мама зрозуміла, у яку підступну халепу вона втрапила, і що дітей залишила самих, голодних. Хто ж за ними погляне? Її маленькій Стасі тільки виповнився місяць зроду. Самі вони в цьому страшному безжальному світі не виживуть. На маму напала істерика, вона почала стукати й бити ногами і руками в ворота, кричала, просила, щоб її відпустили, у неї трійко маленьких дітей лишилися самі вдома.
<…>
…наступного ранку всіх, хто перебував у хліву, вивели на подвір'я. Вишикували в колону і під охороною солдат, озброєних гвинтівками з приєднаними багнетами, повели до залізничної станції. Після прибуття на станцію арештантів загнали до задушливого, смердючого напханого людьми вантажного вагону, зачинили двері і до вечора арештанти сиділи без їжі та води. Коли зтемніло, на станції зупинився ешелон, у якому везли ув'язнених. До нього причепили вагон з арештантами Плужненського району…

1932 року у Плужному на курсах трактористів при МТС навчалось 110 осіб.
1933 року через Голодомор лише 45—50 % дітей молодших класів плужненської семирічки відвідували школу. В самій школі були незадовільні умови для навчання: столи і парти поламані, підлога перебувала в поганому стані, процвітала антисанітарія. Навчальні програми не виконувались належно. Зокрема, уроки з історії замінили на уроки з сільського господарства, а останні потратили на те, щоб діти розчищали стежки в парку. Внаслідок цього багато учнів не знали предмету. Школа вважалася агрономічною і мала 10 га землі, але шкільного господарства так і не було створено. Завідувач школи засіяв 2 га землі для себе, а іншу роздав своїм знайомим. Навіть деякі вчителі залишились без городів.
Ось як пригадує ті часи житель Плужного, на 1932 рік підліток 15-ти років, Степан Корнійчук:

Роки Голодомору 1932—1933 років пам'ятаю. В нашій сім'ї було 4 дітей.
Щоб вижити я з молодшим братом ходили на заробітки в Славуту, де працювали тиждень, жили в бараках. В кінці кожного тижня ми поверталися додому і приносили хлібину або небагато зерна, що дало можливість вижити нашій сім'ї.
Все, що ми посіяли та посадили на городі восени, від нас відібрали. Пізніше нашу сім'ю розкуркулили, батька забрали в заслання, матір вислали в Донецьку область з дітьми. В цей період помер мій молодший брат.

Дещо інакшу картину сталінського геноциду на селі відтворює у своїй пам'яті жителька Плужного Анастасія Свіргоцька:

Пекли хліб, у якому борошна були крихти, а решта — стручки, лушпиння мерзлої картоплі, ще щось неїстівне. Голод був нестерпний і бригадир, дивлячись на наші муки, не витерпів і виділив кожному по пуду посліду, перемішаного з зерном, яким годували коней. Завдяки цьому ми могли вижити. Ми кидали ложку цього посліду із зерном на воду і пили таку похльобку.

1930-ті роки Плужнянський відділ торфорозробки, розташований в селі Михайлівка, видобував 5 тон торфу щороку, що використовувався для виробництва спирту на місцевій гуральні.
З 1937 року в Плужному видавалася газета «Прикордонний більшовик» — орган політичного відділу Плужнянської МТС.

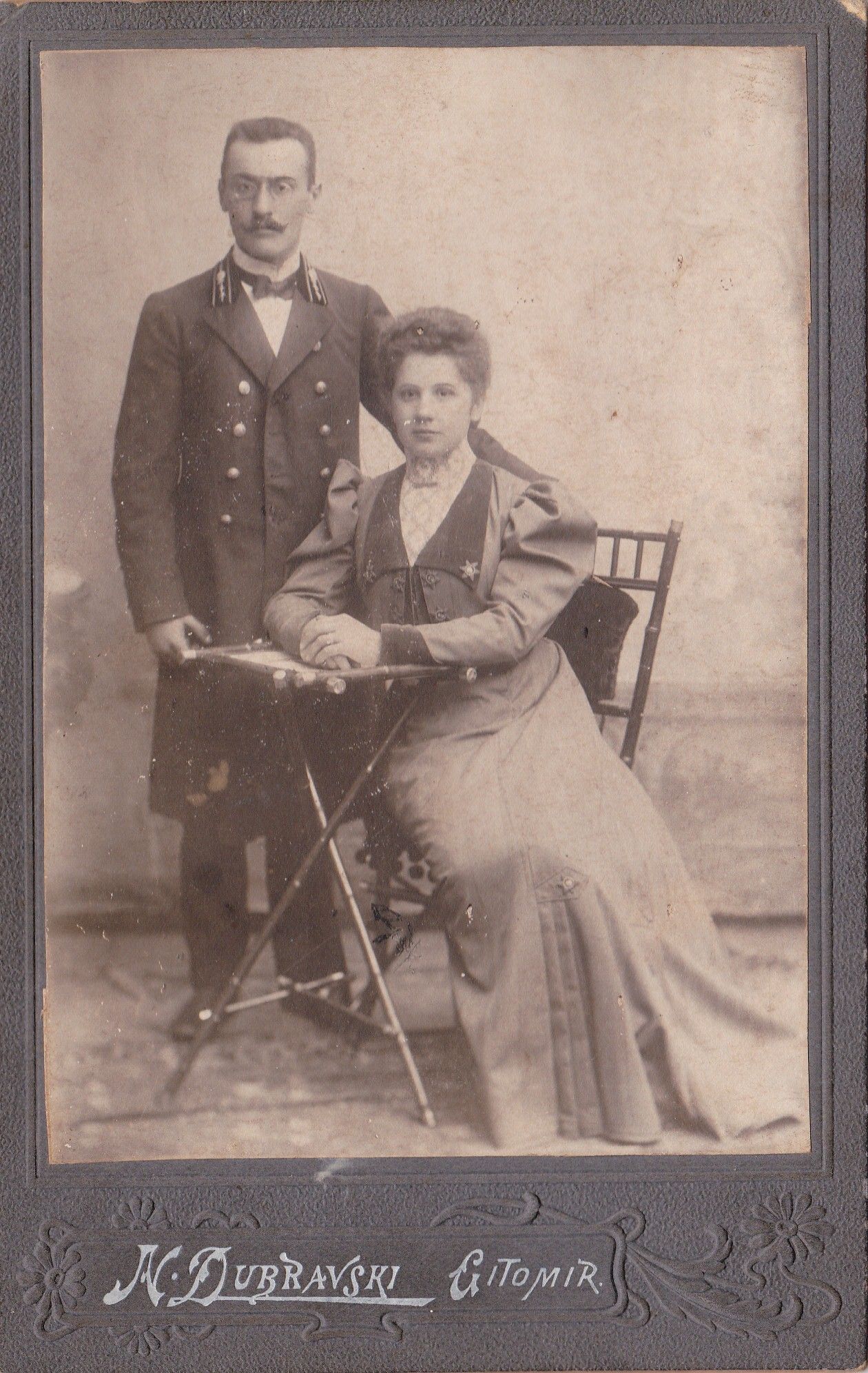
Євген Жолтовський з дружиною Надією Жолтовською
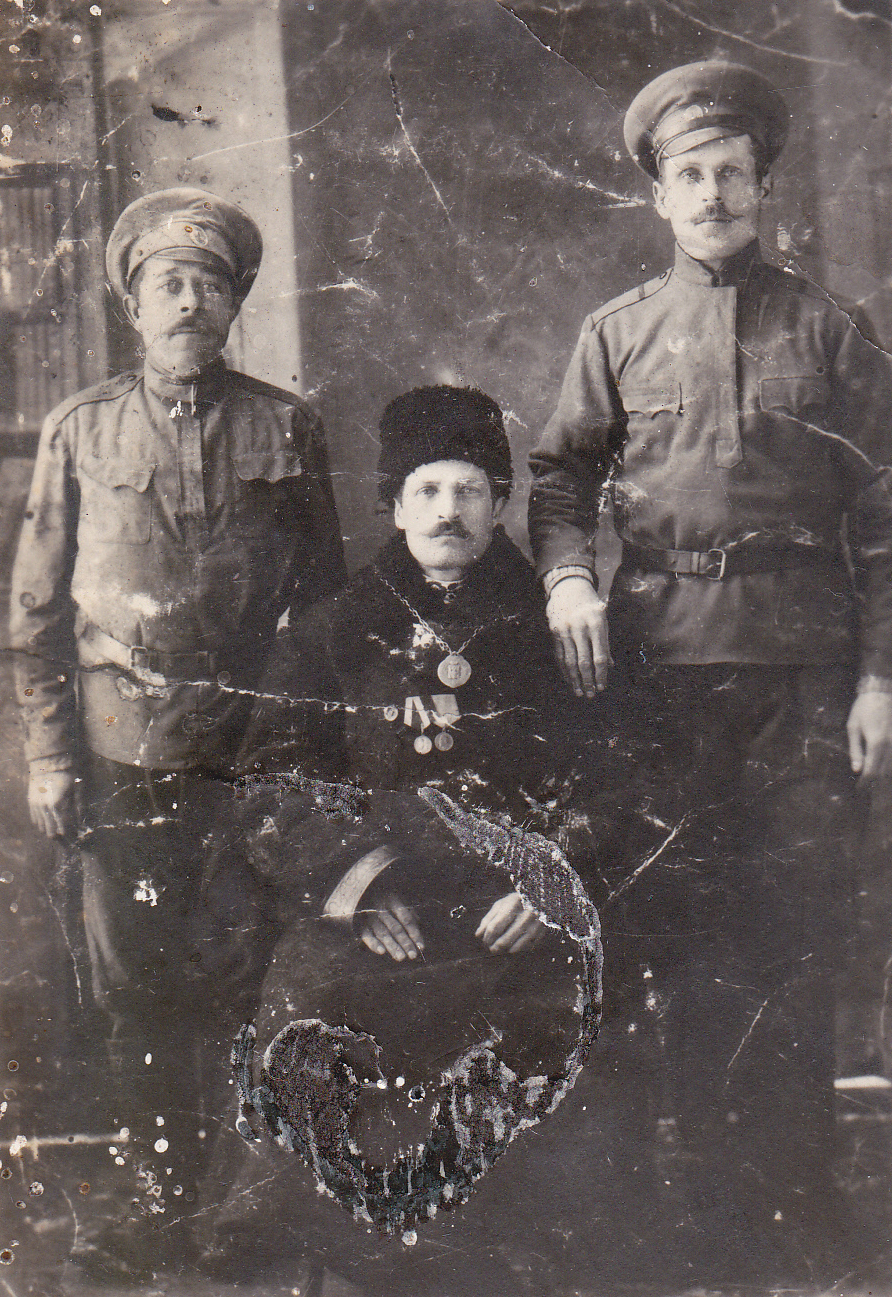
Семен Мельнишин (у центрі)
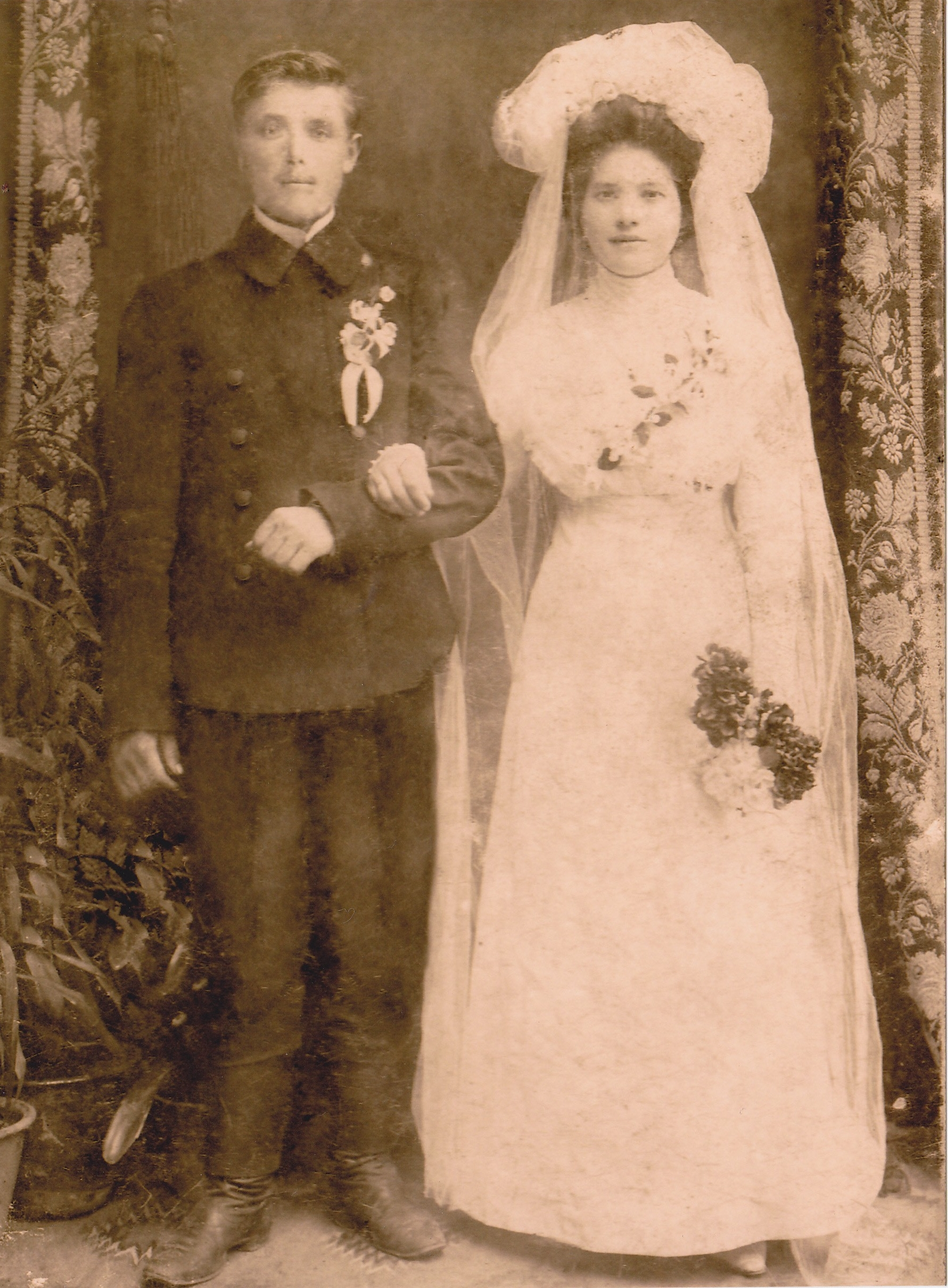
Яків Хмуровський з дружиною Лікерією Лавренюк

| Реєстр жертв сталінських репресій | Реєстр жертв сталінських репресій     | Реєстр жертв сталінських репресій |
| №                                 | П. І. Б                               | Біографічна довідка |
| --------------------------------- | ------------------------------------- | --- |
| 1                                 | Андрусевич Микола Семенович           | 1906 р., м. Ізяслав, поляк, освіта початкова, директор Плужненської МТС, член ВКП(б). Заарештований 27.04.38. Звинувачення: член контрреволюційної організації. Трійкою УНКВС Київської обл. 24.10.38 засуджений до розстрілу. Вирок виконаний 26.10.38. Реабілітований військтрибуналом Прикарпатського ВО 09.06.59. (П — 7766, ДАХмО). |
| 2                                 | Апанасенко Олексій Олексійович        | 1888 р., м. Санкт-Петербург (Росія), росіянин, освіта середня. Проживав у с. Плужне, технік райвиконкому. Заарештований 22.10.30. Звинувачення: контрреволюційна діяльність. Особливою нарадою колегії ДПУ УРСР 18.05.31 висланий за межі прикордонної смуги на 3 роки. Реабілітований прокуратурою Хмельницької обл. 24.02.98. (П — 12950, ДАХмО). |
| 3                                 | Артенюк Віктор Маркович               | 1894 р., с. Плужне, українець, малописьменний, колгоспник. Заарештований 14.12.37. Звинувачення: член контрреволюційної організації. НКВС і Прокурором СРСР 08.01.38 засуджений до розстрілу. Вирок виконаний 30.01.38. Реабілітований колегією з кримінальних справ Верховного Суду УРСР 14.08.61. (П — 10768, ДАХмО). |
| 4                                 | Артенюк Костянтин Тимофійович         | 1908 р., с. Плужне, українець, малописьменний, військовослужбовець. Звинувачення: зрада Батьківщини. Військтрибуналом 55-ї армії 13.01.42 засуджений до розстрілу. Вирок виконаний. Реабілітований прокуратурою Хмельницької обл. 25.07.97. (П — 30085, архів УСБУ). |
| 5                                 | Артенюк Семен Андрійович              | 1899 р., с. Плужне, українець, освіта початкова, колгоспник. Заарештований 15.10.37. Звинувачення: член диверсійної організації. НКВС і Прокурором СРСР 15.11.37 засуджений до розстрілу. Вирок виконаний. Реабілітований колегією з кримінальних справ Верховного Суду УРСР 04.05.60. (П — 9366, ДАХмО). |
| 6                                 | Артенюк Семен Пантелеймонович         | 1904 р., с. Плужне, українець, малописьменний, колгоспник. Заарештований 16.10.37. Звинувачення: член контрреволюційної організації. НКВС і Прокурором СРСР 15.11.37 засуджений до розстрілу. Вирок виконаний. Реабілітований колегією з кримінальних справ Верховного Суду УРСР 04.05.60. (П — 9366, ДАХмО). |
| 7                                 | Блажчук (Блащук) Роман Федорович      | 1874 р., с. Плужне, українець, освіта початкова, вчитель. Заарештований 27.08.37. Звинувачення: контрреволюційна діяльність. Трійкою УНКВС Кам'янець-Подільської обл. 05.10.37 засуджений на 10 років ув'язнення у ВТТ. Реабілітований президією Хмельницького облсуду 05.11.60. (П — 4453, ДАХмО). |
| 8                                 | Борилюк Єлизавета Аврамівна           | 1883 р., с. Плужне, українка, неписьменна, селянка-одноосібниця. Плужненським райвідділом НКВС як антирадянський елемент вислана в Житомирську обл. у 1937 р. Реабілітована згідно з Законом України від 17.04.91. (Ріш. райкомісії № 22/92 від 22.12.93). |
| 9                                 | Борилюк Ілько Каленикович             | 1884 р., с. Плужне, українець, неписьменний, селянин-одноосібник. Плужненським райвідділом НКВС як антирадянський елемент висланий в Житомирську обл. у 1937 р. Реабілітований згідно з Законом України від 17.04.91. (Ріш. райкомісії № 22/92 від 22.12.93). |
| 10                                | Бортник Тетяна Мусіївна               | 1900 р., с. Плужне, українка, неписьменна, колгоспниця. Затримана 26.05.48. Плужненським райвідділом МВС за ухилення від суспільно корисної праці в колгоспі вислана в Іркутську обл. на 8 років. Реабілітована згідно з Законом України від 17.04.91. (П — 1590, архів УМВС). |
| 11                                | Броновицький Микола Флавіанович       | 1899 р., с. Плужне, поляк, освіта початкова, сторож лісництва. Заарештований 08.10.37. Звинувачення: зрада Батьківщини. НКВС і Проку- рором СРСР 13.12.37 засуджений до розстрілу. Вирок виконаний 11.01.38. Реабілітований військпрокуратурою Прикарпатського ВО 02.03.90. (П — 24603, ДАХмО). |
| 12                                | Васильчук Йосип Андрійович            | 1884 р., с. Плужне, українець, малописьменний, селянин-одноосібник. Заарештований 28.11.32. Звинувачення: антирадянська агітація. Особливою нарадою колегії ДПУ УРСР 29.01.33 висланий у Північний край на 3 роки. Реабілітований прокуратурою Хмельницької обл. 19.06.90. (П — 26140, ДАХмО). |
| 13                                | Васильчук Степан Калинович            | 1906 р., с. Плужне, українець, малописьменний, військовослужбовець. Заарештований 16.07.42. Звинувачення: зрада Батьківщини. Військтрибуналом 117-ї стрілецької дивізії 27.07.42 засуджений до розстрілу. Вирок виконаний 27.08.42. Реабілітований прокуратурою Хмельницької обл. 06.05.97. (П — 29894, архів УСБУ). |
| 14                                | Васильчук Юрій Якович                 | 1891 р., с. Плужне, українець, неписьменний, селянин-одноосібник. Ізяславським райвідділом УДБ як соціально небезпечний елемент 22.11.34 висланий у біломорсько-балтійські табори НКВС. Реабілітований згідно з Законом України від 17.04.91. (Р — 138, архів УМВС). За іншою інформацією 1885 р., с. Плужне. Розкуркулений 1932 р. Тричі заарештовувався за невиконання хлібозаготівель. Мешкав у м. Красноярськ. Столяр будівельного цеху ПВРЗ. Заарештований 10.11.1937 в справі Тимощука І. І. (4 осіб). Звинувачений в антирадянській агітації. Засуджений 19.11.1937 трійкою УНКВС Красноярського краю до розстрілу. Вирок виконано 20.11.1937 в м. Красноярськ. Реабілітований 27.02.1960 Красноярським крайовим судом (П-11911). |
| 15                                | Вітковська Хима Іванівна              | 1908 р., с. Плужне, українка, неписьменна, колгоспниця. Плужненським райвідділом НКВС як соціально небезпечний елемент вислана в Житомирську обл. у 1938 р. Реабілітована згідно з Законом України від 17.04.91. (Ріш. райкомісії № 22/278 від 22.12.93). |
| 16                                | Вітковський Адам Казимирович          | 1882 р., с. Плужне, поляк, неписьменний, колгоспник. У 1936 р. як неблагонадійний елемент висланий на спецпоселення в Казахстан. Реабілітований згідно з Законом України від 17.04.91. (Ріш. райкомісії № 12/48 від 21.08.92). |
| 17                                | Вітковський Йосип Адамович            | с. Плужне, поляк, малописьменний, колгоспник. У 1936 р. як неблагонадійний елемент висланий на спецпоселення в Казахстан. Реабілітований згідно з Законом України від 17.04.91. (Ріш. райкомісії № 12/48 від 21.08.92). |
| 18                                | Вітковський Станіслав Олександрович   | 1929 р., с. Плужне, поляк, утриманець. У 1936 р. висланий разом із сім'єю на спецпоселення в Казахстан. Звільнений 21.01.56. Реабілітований згідно з Законом України від 17.04.91. (П — 4982, архів УМВС). |
| 19                                | Войтко Зіновій Кузьмич                | 1904 р., с. Плужне, українець, освіта початкова, колгоспник. Заарештований 02.08.38. Звинувачення: контрреволюційна пропаганда. Кам'янець-Подільським облсудом 11.03.39 засуджений на 5 років позбавлення волі у ВТТ. Реабілітований Генпрокуратурою України 27.09.93. (П — 28770, архів УСБУ). |
| 20                                | Войтко Ірина Миколаївна               | 1889 р., м. Кременець Тернопільської обл., українка, малописьменна. Проживала у с. Плужне, домогосподарка. Заарештована 05.04.30. Звинувачення: контрреволюційна діяльність. Трійкою колегії ДПУ УРСР 20.05.30 засуджена на 5 років позбавлення волі у концтаборі. Реабілітована прокуратурою Хмельницької обл. 25.09.89. (П — 20702, ДАХмО). |
| 21                                | Войтко Оверко Іванович                | 1881 р., с. Великі Коськівці Волинської губ. (Польща), українець, освіта середня спеціальна. Проживав у с. Плужне, священик. Заарештований 05.04.30. Звинувачення: контрреволюційна діяльність. Трійкою колегії ДПУ УРСР 20.05.30 засуджений до розстрілу. Вирок виконаний. Реабілітований прокуратурою Хмельницької обл. 25.09.89. (П — 20702, ДАХмО). |
| 22                                | Ворончук Михайло Пантелеймонович      | 1896 р., с. Бережинці Теофіпольського р-ну, українець, освіта незакінчена вища. Проживав у с. Плужне, агроном спиртозаводу. Заарештований 03.08.38. Звинувачення: контрреволюційна діяльність. Кам'янець-Подільським облсудом 17.04.39 засуджений на 5 років позбавлення волі з пораженням прав на 2 роки. Реабілітований прокуратурою Хмельницької обл. 26.06.91. (П — 26627, архів УСБУ). |
| 23                                | Гендель Варвара Григорівна            | 1875 р., с. Плужне, українка, неписьменна, домогосподарка. Заарештована 28.02.30. Звинувачення: контрреволюційна діяльність. Трійкою ДПУ 20.05.30 засуджена на 3 роки позбавлення волі у концтаборі умовно. Реабілітована прокуратурою Хмельницької обл. 25.09.89. (П — 20702, ДАХмО). |
| 24                                | Гендель Григорій Терентійович         | 1901 р., с. Плужне, українець, малописьменний, колгоспник. Заарештований 11.09.37. Звинувачення: контрреволюційна діяльність. Трійкою УНКВС Кам'янець-Подільської обл. 05.10.37 засуджений на 8 років ув'язнення у ВТТ. Реабілітований прокуратурою Хмельницької обл. 25.12.89. (П — 23947, ДАХмО). |
| 25                                | Гребенюк Олексій Касянович            | 1893 р., с. Плужне, українець, малописьменний, селянин-одноосібник. Заарештований 28.02.30. Звинувачення: контрреволюційна діяльність. Трійкою колегії ДПУ УРСР 20.05.30 засуджений на 3 роки позбавлення волі у концтаборі умовно, з-під варти звільнений. Реабілітований прокуратурою Хмельницької обл. 25.09.89. (П — 20702, ДАХмО). |
| 26                                | Гурський Станіслав Йосипович          | 1907 р., с. Плужне, поляк, малописьменний, колгоспник. Заарештований 26.04.38. Звинувачення: член контрреволюційної організації «ПОВ», шкідник. Трійкою УНКВС Кам'янець-Подільської обл. 27.09.38 засуджений до розстрілу. Вирок виконаний. Реабілітований військтрибуналом Прикарпатського ВО 11.09.59. (П — 8095, ДАХмО). |
| 27                                | Дем'яновський Іван Іванович           | 1894 р., с. Плужне, українець, малописьменний, селянин-одноосібник. Заарештований 06.09.31. Звинувачення: член контрреволюційної організації. Колегією ОДПУ 22.04.32 засуджений на 10 років позбавлення волі у концтаборі. Реабілітований прокуратурою Хмельницької обл. 23.12.89. (П — 24519, ДАХмО). |
| 28                                | Денисов Андрій Терентійович           | 1894 р., с. Плужне, українець, малописьменний, колгоспник. Заарештований 22.02.44. Звинувачення: зрада Батьківщини. Плужненським райвідділом НКДБ 30.04.44 справу припинено, направлений на 3 місяці у штрафбат. Реабілітований прокуратурою Хмельницької обл. 28.08.98. (П — 85, ДАХмО). |
| 29                                | Дикий Онуфрій Трохимович              | 1902 р., с. Цапівка Томашпільського р-ну Вінницької обл., українець, малописьменний, член ВКП(б) з 1925 р. Проживав у с. Плужне, голова райвиконкому. Заарештований 09.07.38. Звинувачення: член фашистської організації. УДБ УНКВС Кам'янець-Подільської обл. 01.06.39 справу припинено, з-під варти звільнений. Реабілітований прокуратурою Хмельницької обл. 07.07.98. (П — 2756, ДАХмО). |
| 30                                | Дисяк Федір Каленикович               | 1888 р., с. Плужне, українець, малописьменний, селянин-одноосібник. Шепетівським окружним відділом ДПУ як соціально небезпечний елемент 20.03.30 висланий на Північ. Реабілітований згідно з Законом України від 17.04.91. (Р — 226, архів УМВС). |
| 31                                | Добржанський Олександр Феліксович     | 1895 р., м. Здолбунів Рівненської обл., поляк, малописьменний, член ВКП(б) з 1925 р. Проживав у с. Сторониче, інструктор Плужненського райкому партії. Заарештований 14.12.37. Звинувачення: член контрреволюційної організації. НКВС і Прокурором СРСР 08.02.38 засуджений до розстрілу. Вирок виконаний 28.02.38. Реабілітований прокуратурою Хмельницької обл. 31.10.89. (П — 21413, ДАХмО). |
| 32                                | Євкувецький Тимофій Іванович          | 1880 р., с. Плужне, українець, неписьменний, селянин-одноосібник. Заарештований 05.10.30. Звинувачення: тероризм. Секретним відділом ДПУ УРСР 06.04.31 справу припинено, з-під варти звільнений. Реабілітований прокуратурою Хмельницької обл. 22.12.97. (П — 13954, ДАХмО). |
| 33                                | Єрулевич Станіслав Олександрович      | 1902 р., смт. Биківка Житомирської обл., поляк, освіта початкова, член ВКП(б). Проживав у с. Плужне, заст. редактора райгазети. Заарештований 02.12.37. Звинувачення: контрреволюційна діяльність. Трійкою УНКВС Кам'янець-Подільської обл. 09.12.37 засуджений на 10 років позбавлення волі у ВТТ. Місце відбуття покарання Воркута. Звільнений 3.12.1947. Реабілітований президією Хмельницького облсуду 25.03.61. (П — 10084, ДАХмО). |
| 34                                | Жолтовська Анастасія Євгенівна        | с. Плужне, українка, утриманка. Плужненським райвідділом НКВС вислана разом з батьками в Житомирську обл. у 1935 р. Реабілітована згідно з Законом України від 17.04.91. (Ріш. райкомісії № 33/154 від 26.10.94). |
| 35                                | Жолтовська Надія Федорівна            | с. Плужне, українка, селянка-одноосібниця. Плужненським райвідділом НКВС як соціальнонебезпечний елемент вислана в Житомирську обл. у 1935 р. Реабілітована згідно з Законом України від 17.04.91. (Ріш. райкомісії № 33/154 від 26.10.94). |
| 36                                | Жолтовський Леонід Євгенович          | с. Плужне, українець, утриманець. Плужненським райвідділом НКВС висланий разом з батьками в Житомирську обл. у 1935 р. Реабілітований згідно з Законом України від 17.04.91. (Ріш. райкомісії № 33/154 від 26.10.94). |
| 37                                | Жолтовський Михайло Євгенович         | с. Плужне, українець, утриманець. Плужненським райвідділом НКВС висланий разом з батьками в Житомирську обл. у 1935 р. Реабілітований згідно з Законом України від 17.04.91. (Ріш. райкомісії № 33/154 від 26.10.94). |
| 38                                | Захаревич Вячеслав Аркадійович        | 1874 р., м. Кременець Тернопільської обл., українець, малописьменний. Проживав у с. Плужне, пом. податкового інспектора винокурного заводу. Заарештований 26.08.29. Звинувачення: контрреволюційна діяльність. Трійкою колегії ДПУ УРСР 28.02.30 висланий у Північний край на 7 років. Реабілітований прокуратурою Хмельницької обл. 26.10.89. (П — 21278, ДАХмО). |
| 39                                | Захарчук Михайло Степанович           | 1893 р., с. Почапки Острозького р-ну Рівненської обл., українець, неписьменний. Проживав у с. Плужне, лісоруб. Заарештований 07.08.37. Звинувачення: шпигунство. НКВС і Прокурором СРСР 10.12.37 засуджений до розстрілу. Вирок виконаний 03.01.38. Реабілітований військпрокуратурою Прикарпатського ВО 30.09.89. (П — 23177 «А», ДАХмО). |
| 40                                | Зелінська Валентина Іванівна          | с. Плужне, полька, утриманка. Плужненським райвідділом НКВС вислана разом із сім'єю в Казахстан у 1937 р. Реабілітована згідно з Законом України від 17.04.91. (Ріш. райкомісії № 32/160 від 28.09.94). |
| 41                                | Зелінська Єлизавета Йосипівна         | с. Плужне, полька, неписьменна, колгоспниця. Плужненським райвідділом НКВС як соціально небезпечний елемент вислана в Казахстан у 1937 р. Реабілітована згідно з Законом України від 17.04.91. (Ріш. райкомісії № 32/160 від 28.09.94). |
| 42                                | Зелінська Юлія Іванівна               | с. Плужне, полька, утриманка. Плужненським райвідділом НКВС вислана разом із сім'єю в Казахстан у 1937 р. Реабілітована згідно з Законом України від 17.04.91. (Ріш. райкомісії № 32/160 від 28.09.94). |
| 43                                | Калинюк Гнат Данилович                | 1889 р., с. Плужне, українець, малописьменний, колгоспник. Заарештований 28.10.37. Звинувачення: контрреволюційна діяльність. НКВС і Прокурором СРСР 10.12.37 засуджений до розстрілу. Вирок виконаний 03.01.38. Реабілітований колегією з кримінальних справ Верховного Суду УРСР 18.06.60. (П — 9525, ДАХмО). |
| 44                                | Касянчук Антон Кирилович              | с. Плужне, українець, малописьменний, селянин-одноосібник. Шепетівським окружним відділом ДПУ як соціально небезпечний елемент висланий з постійного місця проживання в 1932 р. Реабілітований згідно з Законом України від 17.04.91. (Ріш. райкомісії № 28/276 від 25.05.94). |
| 45                                | Касянчук Ганна Олексіївна             | с. Плужне, українка, освіта початкова, утриманка. Плужненським райвідділом НКВС вислана разом із сім'єю в Житомирську обл. у 1937 р. Реабілітована згідно з Законом України від 17.04.91. (Ріш. райкомісії № 26-20 від 25.05.94). |
| 46                                | Касянчук Герасим Кузьмич              | 1885 р., с. Плужне, українець, неписьменний, селянин-одноосібник. Заарештований 12.09.37. Звинувачення: контрреволюційна діяльність. Трійкою УНКВС Кам'янець-Подільської обл. 05.10.37 засуджений на 10 років позбавлення волі у ВТТ. Реабілітований прокуратурою Хмельницької обл. 07.07.98. (П — 2948, ДАХмО). |
| 47                                | Касянчук Давид Кузьмич                | 1874 р., с. Плужне, українець, малописьменний, селянин-одноосібник. Заарештований 06.04.30. Звинувачення: контрреволюційна діяльність. Трійкою колегії ДПУ 20.05.30 засуджений на 5 років позбавлення волі у концтаборі умовно, з-під варти звільнений. Реабілітований прокуратурою Хмельницької обл. 25.09.89. (П — 20702, ДАХмО). |
| 48                                | Касянчук Марко Дмитрович              | 1897 р., с. Плужне, українець, неписьменний, селянин-одноосібник. Заарештований 15.10.37. Звинувачення: член диверсійної організації. НКВС і Прокурором СРСР 15.11.37 засуджений до розстрілу. Вирок виконаний. Реабілітований колегією з кримінальних справ Верховного Суду УРСР 04.05.60. (П — 9366, ДАХмО). |
| 49                                | Касянчук Олексій Кузьмич              | 1897 р., с. Плужне, українець, малописьменний, селянин-одноосібник. Заарештований 15.10.37. Звинувачення: член диверсійної організації. НКВС і Прокурором СРСР 15.11.37 засуджений до розстрілу. Вирок виконаний. Реабілітований колегією з кримінальних справ Верховного Суду УРСР 04.05.60. (П — 9366, ДАХмО). |
| 50                                | Касянчук Олена Олексіївна             | 1903 р., с. Плужне, українка, неписьменна, колгоспниця. Плужненським райвідділом НКВС як член сім'ї ворога народу вислана в Архангельську обл. у 1937 р. Реабілітована згідно з Законом України від 17.04.91. (Ріш. райкомісії № 20/93 від 13.10.93). |
| 51                                | Касянчук Павло Давидович              | 1902 р., с. Плужне, українець, малописьменний, колгоспник. Заарештований 28.10.37. Звинувачення: член диверсійної організації. НКВС і Прокурором СРСР 15.11.37 засуджений до розстрілу. Вирок виконаний. Реабілітований колегією з кримінальних справ Верховного Суду УРСР 04.05.60. (П — 9366, ДАХмО). |
| 52                                | Касянчук Уляна Сергіївна              | с. Плужне, українка, неписьменна, колгоспниця. Плужненським райвідділом НКВС як член сім'ї ворога народу вислана з постійного місця проживання у 1937 р. Реабілітована згідно з Законом України від 17.04.91. (Ріш. райкомісії № 26/20 від 25.05.94). |
| 53                                | Каун Олексій Пилипович                | 1898 р., с. Плужне, українець, малописьменний, селянин-одноосібник. Заарештований 15.06.27. Звинувачення: економічне шпигунство. Особливою нарадою колегії ОДПУ 16.09.27 висланий у Сибір на 3 роки. Реабілітований прокуратурою Хмельницької обл. 03.02.93. (П — 28500, ДАХмО). |
| 54                                | Козловський Станіслав Петрович        | 1898 р., с. Межирів Жмеринського р-ну Вінницької обл., українець, освіта неповна середня. Проживав у с. Плужне, бухгалтер спиртозаводу. Заарештований 01.06.37. Звинувачення: антирадянська агітація. Трійкою УНКВС Вінницької обл. 07.08.37 засуджений на 8 років позбавлення волі у ВТТ. Реабілітований прокуратурою Хмельницької обл. 15.09.89. (П — 20583, ДАХмО). |
| 55                                | Корнійчук Григорій Іванович           | 1908 р., с. Плужне, українець, малописьменний, військовослужбовець. Заарештований 04.05.31. Звинувачення: дезертирство з метою нелегального переходу кордону. Військпрокуратурою 17-го стрілецького корпусу 10.02.32 справу припинено, з-під варти звільнений. Реабілітований прокуратурою Хмельницької обл. 21.01.98. (П — 12612, ДАХмО). |
| 56                                | Корнійчук Яків Миколайович            | 1889 р., с. Плужне, українець, малописьменний, селянин-одноосібник. Заарештований 28.10.37. Звинувачення: контрреволюційна діяльність. НКВС і Прокурором СРСР 10.12.37 засуджений до розстрілу. Вирок виконаний 03.01.38. Реабілітований колегією з кримінальних справ Верховного Суду УРСР 18.06.60. (П — 9525, ДАХмО). |
| 57                                | Котович Дмитро Наумович               | 1914 р., с. Плужне, українець, малописьменний, шофер МТС. Заарештований 26.09.37. Звинувачення: шпигунство. НКВС і Прокурором СРСР 09.12.37 засуджений до розстрілу. Вирок виконаний у м. Вінниці. Реабілітований військпрокуратурою Прикарпатського ВО 30.09.89. (П — 23572, ДАХмО). |
| 58                                | Кулаковський Аполлінарій Йосипович    | 1888 р., с. Плужне, поляк, малописьменний, селянин-одноосібник. Заарештований 28.02.30. Шепетівським окружним відділом ДПУ як соціально небезпечний елемент 20.03.30 висланий на Північ. Реабілітований згідно з Законом України від 17.04.91. (Р — 225, архів УМВС). |
| 59                                | Кулаковський Йосип Йосипович          | 1877 р., с. Плужне, українець, малописьменний, селянин-одноосібник. Заарештований 15.06.27. Звинувачення: нелегальний перехід кордону. Особливою нарадою колегії ОДПУ 16.09.27 позбавлений права проживання у прикордонній смузі на 3 роки. Реабілітований прокурату- рою Хмельницької обл. 05.03.93. (П — 28504, ДАХмО). |
| 60                                | Лавренюк Степан Омелянович            | 1875 р., с. Плужне, українець, неписьменний, селянин-одноосібник. Заарештований 28.02.30. Звинувачення: контрреволюційна діяльність. Трійкою колегії ДПУ УРСР 20.05.30 висланий у Північний край на 5 років. Реабілітований прокуратурою Хмельницької обл. 25.09.89. (П — 20702, ДАХмО). |
| 61                                | Луговий Антон Харитонович             | 1913 р., с. Плужне, українець, освіта неповна середня, вчитель, член ВЛКСМ. Заарештований 15.10.36. Звинувачення: контрреволюційна діяльність. Вінницьким облсудом 02.12.36 засуджений на 3 роки позбавлення волі у ВТТ з ураженням прав на один рік. Реабілітований прокуратурою Хмельницької обл. 20.01.93. (П — 980, архів УСБУ). |
| 62                                | Лущак (Лущан) Григорій Арсенійович    | 1889 р., с. Плужне, українець, малописьменний, колгоспник. Заарештований 01.12.37. Звинувачення: член контрреволюційної організації. Трійкою УНКВС Кам'янець-Подільської обл. 09.12.37 засуджений до розстрілу. Вирок виконаний 13.12.37. Реабілітований прокуратурою Хмельницької обл. 08.08.89. (П — 19459, ДАХмО). |
| 63                                | Лущак (Лущан) Іван Арсентійович,      | 1897 р., с. Плужне, українець, малописьменний, селянин-одноосібник. Шепетівським окружним відділом ДПУ як соціально небезпечний елемент висланий за межі області у 1933 р. Реабілітований згідно з Законом України від 17.04.91. (Ріш. райкомісії № 23/115 від 26.01.94). |
| 64                                | Макарук Данило Сидорович              | 1902 р., с. Плужне, українець, малописьменний, зав. складу МТС, член КП(б)У з 1927 р. Заарештований 16.10.37. Звинувачення: контрреволюційна діяльність. Трійкою УНКВС Кам'янець-Подільської обл. 28.11.37 засуджений на 8 років позбавлення волі у ВТТ. Реабілітований прокуратурою Хмельницької обл. 22.12.89. (П — 24472, ДАХмО). |
| 65                                | Макарук Тимофій Васильович            | 1887 р., с. Плужне, українець, малописьменний, колгоспник. Заарештований 30.09.37. Звинувачення: шпигунство. НКВС і Прокурором СРСР 09.12.37 засуджений до розстрілу. Вирок виконаний у м. Вінниці 02.01.38. Реабілітований військпрокуратурою Прикарпатського ВО 30.09.89. (П — 23572, ДАХмО). |
| 66                                | Маковський Мартин Йосипович           | 1905 р., с. Борисів, поляк, освіта початкова, зав. відділу партжиття Плужненської райгазети, член ВКП(б). Заарештований 17.04.38. Звинувачення: член контрреволюційної організації. Трійкою УНКВС Кам'янець-Подільської обл. 19.09.38 засуджений до розстрілу. Вирок виконаний у м. Кам'янці-Подільському 20.09.38. Реабілітований військтрибуналом Прикарпатського ВО 26.12.56. (П — 4941, ДАХмО). |
| 67                                | Максимчук Степан Федорович            | с. Плужне, українець, малописьменний, селянин-одноосібник. Плужненським райвідділом НКВС як соціально небезпечний елемент висланий у Харківську обл. у 1934 р. Реабілітований згідно з Законом України від 17.04.91. (Ріш. райкомісії № 31/148 від 30.08.94). |
| 68                                | Максимчук Степан Филимонович          | 1903 р., с. Плужне, українець, малописьменний, селянин-одноосібник. Заарештований 05.10.30. Звинувачення: тероризм. Секретним відділом ДПУ УРСР 06.04.31 справу припинено, з-під варти звільнений. Реабілітований прокуратурою Хмельницької обл. 22.12.97. (П — 13954, ДАХмО). |
| 69                                | Максимчук Уляна Федорівна             | 1904 р., с. Плужне, українка, неписьменна, селянка-одноосібниця. Плужненським райвідділом НКВС як соціально небезпечний елемент вислана в Харківську обл. у 1934 р. Реабілітована згідно з Законом України від 17.04.91. (Ріш. райкомісії № 31/148 від 30.08.94). |
| 70                                | Максимчук Яків Микитович              | 1906 р., с. Плужне, українець, малописьменний, вантажник лістрансгоспу. Заарештований 02.07.37. Звинувачення: контрреволюційна діяльність. Трійкою УНКВС Вінницької обл. 05.08.37 засуджений на 10 років позбавлення волі у ВТТ. Реабілітований прокуратурою Хмельницької обл. 19.12.89. (П — 23693, ДАХмО). |
| 71                                | Мартинюк Григорій Наумович            | 1895 р., с. Плужне, українець, неписьменний, тесля райкомунгоспу. Заарештований 28.10.37. Звинувачення: контрреволюційна діяльність, участь у диверсіях. НКВС і Прокурором СРСР 10.12.37 засуджений до розстрілу. Вирок виконаний 03.01.38. Реабілітований колегією з кримінальних справ Верховного Суду УРСР 18.06.60. (П — 9525, ДАХмО). |
| 72                                | Марчук Захар Гаврилович               | 1899 р., с. Плужне, українець, освіта початкова, візник лістрансгоспу. Заарештований 11.09.37. Звинувачення: контрреволюційна діяльність. Трійкою УНКВС Кам'янець-Подільської обл. 11.11.37 засуджений до розстрілу. Вирок виконаний. Реабілітований прокуратурою Хмельницької обл. 07.08.90. (П — 25828, ДАХмО). |
| 73                                | Марчук Марія Трохимівна               | 1893 р., с. Плужне, українка, неписьменна, селянка-одноосібниця. Плужненським райвідділом НКВС як соціально небезпечний елемент вислана на спецпоселення в Карелію в 1934 р. Звільнена 23.08.49. Реабілітована згідно з Законом України від 17.04.91. (П — 2891, архів УМВС). |
| 74                                | Марчук Надія Трохимівна               | 1925 р., с. Плужне, українка, утриманка. Плужненським райвідділом НКВС вислана разом з батьками на спецпоселення в Карелію в 1934 р. Звільнена в 1944 р. Реабілітована згідно з Законом України від 17.04.91. (П — 2891, архів УМВС). |
| 75                                | Марчук Онисія Трохимівна              | 1919 р., с. Плужне, українка, освіта початкова, утриманка. Плужненським райвідділом НКВС вислана разом з батьками на спецпоселення в Карелію в 1934 р. Звільнена в 1941 р. Реабілітована згідно з Законом України від 17.04.91. (П — 2891, архів УМВС). |
| 76                                | Марчук Степан Олексійович             | 1895 р., с. Плужне, українець, малописьменний, колгоспник. Заарештований 11.09.37. Звинувачення: шпигунство. НКВС і Прокурором СРСР 09.12.37 засуджений до розстрілу. Вирок виконаний. Реабілітований військпрокуратурою Прикарпатського ВО 30.09.89. (П — 23572, ДАХмО). |
| 77                                | Марчук Тетяна Трохимівна              | 1927 р., с. Плужне, українка, утриманка. Плужненським райвідділом НКВС вислана разом з батьками на спецпоселення в Карелію в 1934 р. Звільнена в 1940 р. Реабілітована згідно з Законом України від 17.04.91. (П — 2891, архів УМВС). |
| 78                                | Марчук Трохим Прокопович              | 1892 р., с. Плужне, українець, неписьменний, селянин-одноосібник. Плужненським райвідділом НКВС як соціально небезпечний елемент висланий на спецпоселення в Карелію в 1934 р. Реабілітований згідно з Законом України від 17.04.91. (П — 2891, архів УМВС). |
| 79                                | Марчук Яким Михайлович                | 1878 р., с. Плужне, українець, малописьменний, селянин-одноосібник. Заарештований 28.02.30. Звинувачення: контрреволюційна діяльність. Трійкою колегії ДПУ УРСР 20.05.30 висланий у Північний край на 3 роки. Реабілітований прокуратурою Хмельницької обл. 25.09.89. (П — 20702, ДАХмО). |
| 80                                | Мельнишин Семен Григорович            | 1879 р., с. Плужне, українець, малописьменний, колгоспник. Заарештований 16.10.37. Звинувачення: член фашистської організації. Трійкою УНКВС Кам'янець-Подільської обл. 28.11.37 засуджений до розстрілу. Вирок виконаний 29.11.37. Реабілітований прокуратурою Хмельницької обл. 10.07.89. (П — 19132, ДАХмО). |
| 81                                | Мировський Павло Іванович             | 1895 р., с. Вільшанка Вінницької обл., українець, малописьменний. Проживав у с. Плужне, механік спиртозаводу. Заарештований 19.06.38. Звинувачення: член контрреволюційної організації «ПОВ», шпигун. Трійкою УНКВС Кам'янець-Подільської обл. 27.09.38 засуджений до розстрілу. Вирок виконаний. Реабілітований військтрибуналом Прикарпатського ВО 11.09.59. (П — 8095, ДАХмО). |
| 82                                | Мироненко Іван Степанович             | 1906 р., с. Кам'янка Харківської обл., українець, освіта початкова, член ВКП(б) з 1930 р. по 1938 р. Проживав у с. Плужне, фельд'єгер райвідділу НКВС. Заарештований 22.07.38. Звинувачення: член контрреволюційної організації. Кам'янець-Подільською облпрокуратурою 23.12.38 справу припинено, з-під варти звільнений. Реабілітований прокуратурою Хмельницької обл. 15.05.98. (П — 4176, ДАХмО). |
| 83                                | Миронюк Матвій Микитович              | 1891 р., с. Плужне, українець, малописьменний, селянин-одноосібник. Заарештований 11.09.37. Звинувачення: контрреволюційна діяльність. Трійкою УНКВС Кам'янець-Подільської обл. 05.10.37 засуджений на 10 років позбавлення волі у ВТТ. Реабілітований прокуратурою Хмельницької обл. 14.11.89. (П — 21708, ДАХмО). |
| 84                                | Можаєв Михайло Васильович             | 1889 р., с. Нащельє Олонецького р-ну Карельської АР (Росія), росіянин, освіта початкова, член ВКП(б) до 1935 р. Проживав у с. Плужне, інспектор райвідділу соцзабезпечення. Заарештований 23.03.38. Звинувачення: член підпільної есерівської організації. Трійкою УНКВС Кам'янець-Подільської обл. 08.05.38 засуджений до розстрілу. Вирок виконаний. Реабілітований військпрокуратурою Прикарпатського ВО 30.12.89. (П — 24910, ДАХмО). |
| 85                                | Новицький Мар'ян Леопольдович         | 1898 р., м. Старокостянтинів, поляк, малописьменний, член ВКП(б) до 1937 р. Проживав у с. Плужне, механік МТС. Заарештований 28.08.37. Звинувачення: контрреволюційна діяльність, шкідництво. НКВС і Прокурором СРСР 22.12.37 засуджений на 10 років позбавлення волі у ВТТ. Реабілітований прокуратурою Хмельницької обл. 09.10.89. (П — 20746, ДАХмО). |
| 86                                | Оксенюк Архип Іванович                | 1878 р., с. Плужне, українець, малописьменний, селянин-одноосібник. Заарештований 28.02.30. Звинувачення: контрреволюційна діяльність. Особливою нарадою ДПУ УРСР 22.07.30 висланий у Північний край на 5 років. Реабілітований прокуратурою Хмельницької обл. 25.09.89. (П — 20702, ДАХмО). |
| 87                                | Оксенюк Ганна Дмитрівна               | 1904 р., с. Плужне, українка, малописьменна, селянка-одноосібниця. Плужненським райвідділом НКВС як соціально небезпечний елемент вислана в біломорсько-балтійські табори в 1934 р. Реабілітована згідно з Законом України від 17.04.91. (П — 3065, архів УМВС). |
| 88                                | Оксенюк Захар Сидорович               | 1905 р., с. Плужне, українець, малописьменний, селянин-одноосібник. Плужненським райвідділом НКВС як соціально небезпечний елемент висланий у біломорсько-балтійські табори в 1934 р. Звільнений у 1947 р. Реабілітований згідно з Законом України від 17.04.91. (П — 3065, архів УМВС). За іншими даними трудпоселенець в трудпоселенні Піндуші, пекар. Заарештований 13.12.1937. Трійкою НКВС Карельської АРСР від 29.12.1937 засуджений за ст. 58-10-11. Розстріляний 09.01.1938 на ст. Мєдвєж'я Гора (Сандармох). Реабілітований прокурором Карелії 12.04.1989 р. |
| 89                                | Оліферук Андрій Миронович             | 1887 р., с. Плужне, українець, малописьменний, тесля. Заарештований 12.01.40. Звинувачення: шпигунство. Особливою нарадою НКВС СРСР 25.10.40 засуджений на 8 років позбавлення волі у ВТТ. Реабілітований військпрокуратурою Прикарпатського ВО 24.10.89. (П — 23547, ДАХмО). |
| 90                                | Оліферук Іван Матвійович              | 1896 р., с. Плужне, українець, малописьменний, колгоспник. Заарештований 15.10.37. Звинувачення: член диверсійної організації. НКВС і Прокурором СРСР 15.11.37 засуджений до розстрілу. Вирок виконаний. Реабілітований колегією з кримінальних справ Верховного Суду УРСР 04.05.60. (П — 9366, ДАХмО). |
| 91                                | Оліферук Іван Миронович               | 1895 р., с. Плужне, українець, малописьменний, колгоспник. Заарештований 21.03.33. Звинувачення: шпигунство. Особливою нарадою колегії ДПУ УРСР 10.05.33 позбавлений права проживання в 12 визначених пунктах на 3 роки. Реабілітований військпрокуратурою Прикарпатського ВО 30.08.89. (П — 22289, ДАХмО). |
| 92                                | Оліферук Олексій Матвійович           | 1883 р., с. Плужне, українець, малописьменний, їздовий райвиконкому. Заарештований 28.10.37. Звинувачення: диверсант. НКВС і Прокурором СРСР 08.02.38 засуджений до розстрілу. Вирок виконаний 29.02.38. Реабілітований колегією з кримінальних справ Верховного Суду УРСР 18.06.60. (П — 9525, ДАХмО). |
| 93                                | Омелянчук Степан Онуфрійович          | 1882 р., с. Плужне, українець, малописьменний, колгоспник. Заарештований 28.10.37. Звинувачення: диверсант. НКВС і Прокурором СРСР 10.12.37 засуджений до розстрілу. Вирок виконаний 03.01.38. Реабілітований колегією з кримінальних справ Верховного Суду УРСР 18.06.60. (П — 9525, ДАХмО). |
| 94                                | Павлюк Іван Михайлович                | 1896 р., с. Плужне, українець, малописьменний, колгоспник. Заарештований 02.08.38. Звинувачення: антирадянська агітація. Кам'янець-Подільським облсудом 11.03.39 засуджений на 4 роки позбавлення волі у ВТТ. Реабілітований Генпрокуратурою України 27.09.93. (П — 28770, архів УСБУ). |
| 95                                | Павлюк Микола Михайлович              | 1902 р., с. Плужне, українець, малописьменний, колгоспник. Заарештований 02.08.38. Звинувачення: антирадянська агітація. Кам'янець-Подільським облсудом 11.03.39 засуджений на 4 роки позбавлення волі у ВТТ. Реабілітований Генпрокуратурою України 27.09.93. (П — 28770, архів УСБУ). |
| 96                                | Петровський Степан Якимович           | 1888 р., с. Плужне, українець, малописьменний, селянин-одноосібник. Заарештований 15.03.33. Звинувачення: шпигунство. Особливою нарадою колегії ДПУ УРСР 28.06.33 справу припинено, з-під варти звільнений. Реабілітований прокуратурою Хмельницької обл. 08.12.97. (П — 14918, ДАХмО). |
| 97                                | Підгорний Адам Петрович               | 1886 р., с. Плужне, українець, малописьменний, селянин-одноосібник. Заарештований 05.05.32. Звинувачення: антирадянська діяльність. Особливою нарадою колегії ДПУ УРСР 21.08.32 висланий у Північний край на 3 роки. Реабілітований прокуратурою Хмельницької обл. 18.11.97. (П — 13265, ДАХмО). |
| 98                                | Полін Олександр Федорович             | 1904 р., с. Любовиця Вологодської обл. (Росія), росіянин, освіта початкова, член ВКП(б) до 1935 р. Проживав у с. Борисів, секретар відділу охорони здоров'я Плужненського райвиконкому. Заарештований 26.04.38. Звинувачення: шпигунство. Трійкою УНКВС Кам'янець-Подільської обл. 21.09.38 засуджений до розстрілу. Вирок виконаний. Реабілітований військпрокуратурою Прикарпатського ВО 30.01.90. (П — 24785, ДАХмО). |
| 99                                | Поліщук Федір Дмитрович               | 1875 р., с. Плужне, українець, неписьменний, колгоспник. Заарештований 28.10.37. Звинувачення: член контрреволюційної організації. НКВС і Прокурором СРСР 10.12.37 засуджений до розстрілу. Вирок виконаний 03.01.38. Реабілітована колегією з кримінальних справ Верховного Суду УРСР 18.06.60. (П — 9525, ДАХмО). |
| 100                               | Рабощук Петро Якимович                | 1897 р., с. Плужне, українець, малописьменний, селянин-одноосібник. Заарештований 12.09.37. Звинувачення: контрреволюційна діяльність. Трійкою УНКВС Кам'янець-Подільської обл. 05.10.37 засуджений на 8 років ув'язнення у ВТТ. Реабілітований прокуратурою Хмельницької обл. 14.11.89. (П — 21704, ДАХмО). |
| 101                               | Райнарович Владислав Іванович         | 1895 р., с. Тайкури Рівненського р-ну Рівненської обл., поляк, малописьменний. Проживав у с. Плужне, колгоспник. Заарештований 17.12.37. Звинувачення: контрреволюційна діяльність. НКВС і Прокурором СРСР 08.02.38 засуджений до розстрілу. Вирок виконаний 28.02.38. Реабілітований колегією з кримінальних справ Верховного Суду УРСР 13.02.59. (П — 7375, ДАХмО). |
| 102                               | Руй Петро Григорович                  | 1891 р., с. Плужне, українець, малописьменний, колгоспник. Заарештований 03.12.37. Звинувачення: контрреволюційна діяльність. Трійкою УНКВС Кам'янець-Подільської обл. 09.12.37 засуджений на 10 років позбавлення волі у ВТТ. Реабілітований президією Хмельницького облсуду 17.10.64. (П — 15560, ДАХмО). |
| 103                               | Самохвал (Самхвалов) Василь Мусійович | 1877 р., с. Плужне, українець, малописьменний, тесля. Заарештований 02.11.39. Звинувачення: зрада батьківщини. Трійкою УНКВС Кам'янець-Подільської обл. 16.09.40 справу припинено (помер у тюремній лікарні 10.09.40). Реабілітований прокуратурою Хмельницької обл. 30.04.98. (П — 4182, ДАХмО). |
| 104                               | Самохвал Потап Мусійович              | 1881 р., с. Плужне, українець, малописьменний, селянин-одноосібник. Заарештований 28.02.30. Шепетівським окружним відділом ДПУ як антирадянський елемент висланий на Північ. Реабілітований згідно з Законом України від 17.04.91. (Р — 225, архів УМВС). |
| 105                               | Сікорський Август Павлович            | 1913 р., м. Рівне, поляк, освіта початкова. Проживав у с. Борисів, радист плужненського радіовузла. Заарештований 10.01.38. Звинувачення: контрреволюційна діяльність. НКВС і Прокурором СРСР 08.02.38 засуджений до розстрілу. Вирок виконаний 28.02.38. Реабілітований військпрокуратурою Прикарпатського ВО 03.05.89. (П — 17576, ДАХмО). |
| 106                               | Смажний Максим Герасимович            | 1890 р., с. Плужне, українець, освіта неповна середня, рахівник спиртозаводу. Заарештований 12.09.37. Звинувачення: контрреволюційна діяльність. Трійкою УНКВС Кам'янець-Подільської обл. 05.10.37 засуджений на 10 років позбавлення волі у ВТТ. Помер в ув'язненні 30.03.39. Реабілітований президією Хмельницького облсуду 16.12.61. (П — 10974, ДАХмО). |
| 107                               | Смажний Трохим Максимович             | 1899 р., с. Плужне, українець, малописьменний, завгосп райбудконтори. Заарештований 06.10.37. Звинувачення: член диверсійної організації. НКВС і Прокурором СРСР 15.11.38 засуджений до розстрілу. Вирок виконаний. Реабілітований колегією з кримінальних справ Верховного Суду УРСР 04.05.60. (П — 9366, ДАХмО). |
| 108                               | Соловйов Онуфрій Домінікович          | 1900 р., с. Плужне, українець, малописьменний, селянин-одноосібник. Заарештований 28.02.30. Звинувачення: контрреволюційна діяльність. Трійкою колегії ДПУ УРСР 20.05.30 справу припинено, з-під варти звільнений. Реабілітований прокуратурою Хмельницької обл. 25.09.89. (П — 20702, ДАХмО). |
| 109                               | Сороченко Володимир Олексійович       | 1930 р., с. Плужне, українець, утриманець. Плужненським райвідділом НКВС висланий разом з батьками на Урал у 1937 р. Реабілітований згідно з Законом України від 17.04.91. (Ріш. райкомісії № 22/37 від 22.12.93). |
| 110                               | Сороченко Данило Тимофійович          | 1892 р., с. Плужне, українець, малописьменний, селянин-одноосібник. Шепетівським кружним відділом ДПУ як соціально небезпечний елемент 25.03.30 висланий на Північ. Реабілітований згідно з Законом України від 17.04.91. (Р — 225, архів УМВС). |
| 111                               | Сороченко Євгенія Олексіївна          | 1932 р., с. Плужне, українка, утриманка. Плужненським райвідділом НКВС вислана разом з батьками на Урал у 1937 р. Реабілітована згідно з Законом України від 17.04.91. (Ріш. райкомісії № 22/37 від 22.12.93). |
| 112                               | Сороченко Іван Олексійович            | 1925 р., с. Плужне, українець, утриманець. Плужненським райвідділом НКВС висланий разом з батьками на Урал у 1937 р. Реабілітований згідно з Законом України від 17.04.91. (Ріш. райкомісії № 22/37 від 22.12.93). |
| 113                               | Сороченко Марія Юріївна               | 1905 р., с. Плужне, українка, неписьменна, селянка-одноосібниця. Плужненським райвідділом НКВС як антирадянський елемент вислана на Урал у 1937 р. Реабілітована згідно з Законом України від 17.04.91. (Ріш. райкомісії № 22/37 від 22.12.93). |
| 114                               | Сороченко Олексій Михайлович          | 1895 р., с. Плужне, українець, малописьменний, селянин-одноосібник. Плужненським райвідділом НКВС як антирадянський елемент висланий на Урал у 1937 р. Реабілітований згідно з Законом України від 17.04.91. (Ріш. райкомісії № 22/37 від 22.12.93). |
| 115                               | Стручек Ярослав Алоїзович             | 1895 р., с. Плужне, чех, малописьменний, пекар кооперативу. Заарештований 18.02.38. Звинувачення: шпигунство. Трійкою УНКВС Кам'янець-Подільської обл. 26.09.38 засуджений до розстрілу. Вирок виконаний. Реабілітований військтрибуналом Прикарпатського ВО 20.05.66. (П — 15982, ДАХмО). |
| 116                               | Тимощук Євгенія Яківна                | 1916 р., с. Плужне, українка, освіта початкова, утриманка. Шепетівським окружним відділом ДПУ вислана разом з батьками в Сибір у 1929 р. Реабілітована згідно з Законом України від 17.04.91. (Ріш. райкомісії № 34/200 від 29.11.99). |
| 117                               | Тимощук Євдокія                       | 1896 р., с. Плужне, українка, неписьменна, селянка-одноосібниця. Шепетівським окружним відділом ДПУ як соціально небезпечний елемент вислана в Сибір у 1929 р. Реабілітована згідно з Законом України від 17.04.91. (Ріш. райкомісії № 34/200 від 29.11.99). |
| 118                               | Тимощук Іван Іванович                 | 1892 р., с. Плужне, українець. Мешкав у м. Красноярськ. Столяр будівельного цеху ПВРЗ. Заарештований 10.11.1937, утримуваввся в Красноярській тюрмі, у справі заарештовано 4 осіб. Звинувачений в антирадянській агітації. Засуджений 19.11.1937 трійкою УНКВС Красноярського краю до розстрілу. Вирок виконаний 20.11.1937 в м. Красноярськ. Реабілітований 27.02.1960 Красноярським крайовим судом (П-11911). |
| 119                               | Тимощук Іван Онисимович               | с. Плужне, українець, неписьменний, селянин-одноосібник. Плужненським райвідділом НКВС як антирадянський елемент висланий на спецпоселення в Казахстан у 1937 р. Реабілітований згідно з Законом України від 17.04.91. (Ріш. райкомісії № 36/34-161 від 23.02.95). |
| 120                               | Тимощук Іван Якович                   | 1918 р., с. Плужне, українець, утриманець. Шепетівським окружним відділом ДПУ висланий разом з батьками в Сибір у 1929 р. Реабілітований згідно з Законом України від 17.04.91. (Ріш. райкомісії № 34/200 від 29.11.99). |
| 121                               | Тимощук Олександр Дем'янович          | 1896 р., с. Плужне, українець. Розрукулений 1934 р. Мешкав у м. Красноярськ. Столяр будівельного цеху ПВРЗ. Заарештований 10.11.1937 в справі Тимощука І. І. (4 осіб). Звинувачений в антирадянській агітації. Засуджений 19.11.1937 трійкою УНКВС Красноярського краю до розстрілу. Вирок виконаний 20.11.1937 в м. Красноярськ. Реабілітований 27.02.1960 Красноярським крайовим судом (П-11911). |
| 122                               | Тимощук Федір Іванович                | 1903 р., с. Плужне, українець, освіта початкова, лісник. Заарештований 07.10.37. Звинувачення: шпигунство. Трійкою УНКВС Кам'янець-Подільської обл. 21.09.38 засуджений до розстрілу. Вирок виконаний. Реабілітований військпрокуратурою Прикарпатського ВО 30.09.89. (П — 22597, ДАХмО). |
| 123                               | Тимощук Яків Максимович               | 1888 р., с. Плужне, українець, освіта початкова, дяк. Заарештований 28.02.30. Звинувачення: контрреволюційна діяльність. Трійкою колегії ДПУ УРСР 20.05.30 висланий у Північний край на 5 років. Реабілітований прокуратурою Хмельницької обл. 25.09.89. (П — 20702, ДАХмО). |
| 124                               | Тимощук Яків Михайлович               | 1894 р., с. Плужне, українець, малописьменний, селянин-одноосібник. Шепетівським окружним відділом ДПУ як соціально небезпечний елемент висланий в Луганську обл. у 1929 р. Реабілітований згідно з Законом України від 17.04.91. (Ріш. райкомісії № 34/200 від 29.11.99). |
| 125                               | Тончук Варвара Андріївна              | 1892 р., с. Плужне, українка, неписьменна, селянка-одноосібниця. Плужненським райвідділом НКВС як соціально небезпечний елемент вислана в Карелію у 1934 р. Реабілітована згідно з Законом України від 17.04.91. (Ріш. райкомісії № 18/13 від 16.06.93). |
| 126                               | Тончук Галина Данилівна               | 1913 р., с. Плужне, українка, освіта початкова, селянка-одноосібниця. Плужненським райвідділом НКВС як соціально небезпечний елемент вислана в Карелію у 1934 р. Реабілітована згідно з Законом України від 17.04.91. (Ріш. райкомісії № 18/13 від 16.06.93). |
| 127                               | Тончук Данило Архипович               | с. Плужне, українець, малописьменний, селянин-одноосібник. Плужненським райвідділом НКВС як соціально небезпечний елемент висланий у Карелію в 1934 р. Реабілітований згідно з Законом України від 17.04.91. (Ріш. райкомісії № 18/13 від 16.06.93). |
| 128                               | Тончук Дмитро Данилович               | 1915 р., с. Плужне, українець, освіта початкова, селянин-одноосібник. Плужненським райвідділом НКВС як соціально небезпечний елемент висланий у Карелію в 1934 р. Реабілітований згідно з Законом України від 17.04.91. (Ріш. райкомісії № 18/13 від 16.06.93). |
| 129                               | Тончук Кузьма Данилович               | 1925 р., с. Плужне, українець, утриманець. Плужненським райвідділом НКВС висланий разом з батьками в Карелію в 1934 р. Реабілітований згідно з Законом України від 17.04.91. (Ріш. райкомісії № 18/13 від 16.06.93). |
| 130                               | Тончук Леонід Данилович               | 1932 р., с. Плужне, українець, утриманець. Плужненським райвідділом НКВС висланий разом з батьками в Карелію в 1934 р. Реабілітований згідно з Законом України від 17.04.91. (Ріш. райкомісії № 18/13 від 16.06.93). |
| 131                               | Тончук Марія Данилівна                | 1929 р., с. Плужне, українка, утриманка. Плужненським райвідділом НКВС вислана разом з батьками в Карелію в 1934 р. Реабілітована згідно з Законом України від 17.04.91. (Ріш. райкомісії № 18/13 від 16.06.93). |
| 132                               | Тончук Микола Данилович               | 1930 р., с. Плужне, українець, утриманець. Плужненським райвідділом НКВС висланий разом з батьками в Карелію в 1934 р. Реабілітований згідно з Законом України від 17.04.91. (Ріш. райкомісії № 18/13 від 16.06.93). |
| 133                               | Тончук Надія Данилівна                | 1920 р., с. Плужне, українка, освіта початкова, утриманка. Плужненським райвідділом НКВС вислана разом з батьками в Карелію в 1934 р. Реабілітована згідно з Законом України від 17.04.91. (Ріш. райкомісії № 18/13 від 16.06.93). |
| 134                               | Тончук Олексій Данилович              | 1923 р., с. Плужне, українець, утриманець. Плужненським райвідділом НКВС висланий разом з батьками в Карелію в 1934 р. Реабілітований згідно з Законом України від 17.04.91. (Ріш. райкомісії № 18/13 від 16.06.93). |
| 135                               | Устинов Михайло Трохимович            | 1902 р., с. Плужне, українець, малописьменний, колгоспник. Заарештований 05.08.37. Звинувачення: член контрреволюційної організації. НКВС і Прокурором СРСР 19.09.37 засуджений до розстрілу. Вирок виконаний 20.09.37. Реабілітований колегією з кримінальних справ Верховного Суду УРСР 17.11.59. (П — 8605, ДАХмО). |
| 136                               | Федорук Микола Петрович               | 1919 р., с. Плужне, українець, освіта початкова, шофер колгоспу. Заарештований 26.05.48. Плужненським райвідділом міліції за ухилення від суспільно корисної праці в колгоспі висланий на спецпоселення в Іркутську обл. на 8 років. Звільнений достроково 28.04.54. Реабілітований згідно з Законом України від 17.04.91. (П — 156, архів УМВС). |
| 137                               | Федорчук Захар Олексійович            | 1905 р., с. Плужне, українець, малописьменний, селянин-одноосібник. Заарештований 15.10.37. Звинувачення: член диверсійної організації. НКВС і Прокурором СРСР 15.11.37 засуджений до розстрілу. Вирок виконаний. Реабілітований колегією з кримінальних справ Верховного Суду УРСР 04.05.60. (П — 9366, ДАХмО). |
| 138                               | Федорчук Леонтій Павлович             | 1905 р., с. Плужне, українець, малописьменний, селянин-одноосібник. Заарештований 08.05.38. Звинувачення: член контрреволюційної організації «ПОВ». Трійкою УНКВС Кам'янець-Подільської обл. 27.09.38 засуджений до розстрілу. Вирок виконаний. Реабілітований військпрокуратурою Прикарпатського ВО 18.08.89. (П — 22283, ДАХмО). |
| 139                               | Федорчук Петро Олексійович            | 1894 р., с. Плужне, українець, малописьменний, селянин-одноосібник. Заарештований 08.09.31. Звинувачення: член повстанської організації. Колегією ОДПУ 22.04.32 висланий в Казахстан на 3 роки. Реабілітований прокуратурою Хмельницької обл. 23.12.89. (П — 24519, ДАХмО). |
| 140                               | Хільчишин Адам Петрович               | 1901 р., с. Плужне, українець, неписьменний, селянин-одноосібник. Заарештований 25.11.32. Звинувачення: контрреволюційна діяльність. Особливою нарадою колегії ДПУ УРСР 29.04.33 справу припинено, з-під варти звільнений. Реабілітований прокуратурою Хмельницької обл. 31.12.97. (П — 13894, ДАХмО). |
| 141                               | Хільчишин Василь Іванович             | 1895 р., с. Плужне, українець, освіта початкова, колгоспник. Заарештований 20.07.31. Звинувачення: член контрреволюційної організації. Особливою нарадою колегії ДПУ УРСР 22.11.31 висланий у Північний край на 3 роки. Реабілітований прокуратурою Хмельницької обл. 20.04.98. (П — 4819, ДАХмО). |
| 142                               | Хмуровський Яків Омелянович           | 1890 р., с. Плужне, українець. Розкурокулений 1932 р. Заарештований за контрреволюційну діяльність і невиконання хлібозаготівель. Землекоп будівельного цеху ПВРЗ в м. Красноярськ. Заарештований 10.11.1937 в справі Тимощука І. І. (4 осіб). Утримувався в Красноярській тюрмі. Звинувачений за ст. 58-10 КК РРФСР. Засуджений 19.11.1937 трійкою УНКВС Красноярського краю до розстрілу. Вирок виконаний 20.11.1937 в м. Красноярськ. Реабілітований 27.02.1960 Красноярським крайовим судом (П-11911). |
| 143                               | Хом'як Іван Григорович                | 1901 р., с. Плужне, українець, малописьменний, колгоспник. Заарештований 07.10.37. Звинувачення: член диверсійної організації. НКВС і Прокурором СРСР 15.11.37 засуджений до розстрілу. Вирок виконаний. Реабілітований колегією з кримінальних справ Верховного Суду УРСР 04.05.60. (П — 9366, ДАХмО). |
| 144                               | Цехановський Амбросій Григорович      | 1907 р., м. Бердичів Житомирської обл., українець, освіта початкова, член ВКП(б) з 1929 р. по 1937 р. Проживав у с. Плужне, голова колгоспу. Заарештований 06.09.37. Звинувачення: контрреволюційна діяльність. Трійкою УНКВС Кам'янець-Подільської обл. 28.11.37 засуджений на 8 років позбавлення волі у ВТТ. Реабілітований прокуратурою Хмельницької обл. 27.10.97. (П — 15829, ДАХмО). |
| 145                               | Чехович Андрій Степанович             | 1884 р., с. Плужне, українець, освіта початкова, селянин-одноосібник. Заарештований 28.02.30. Шепетівським окружним відділом ДПУ як антирадянський елемент 02.04.30 висланий на Північ. Реабілітований згідно з Законом України від 17.04.91. (Р — 226, архів УМВС). |
| 146                               | Чорний Микола Єгорович                | 1905 р., с. Моначинівка Куп'янського р-ну Харківської обл., українець, освіта початкова, член ВКП(б). Проживав у с. Плужне, голова райвиконкому. Заарештований 28.06.41. Звинувачення: контрреволюційний саботаж. Слідчою групою УНКВС Кам'янець-Подільської обл. 06.10.41 справу припинено, з-під варти звільнений. Реабілітований прокуратурою Хмельницької обл. 06.02.98. (П — 11119, ДАХмО). |
| 147                               | Ювковецький Василь Адамович,          | 1911 р., с. Плужне, українець, малописьменний, ремонтний робітник колії. Заарештований 03.12.37. Звинувачення: контрреволюційна діяльність. НКВС і Прокурором СРСР 26.12.37 засуджений до розстрілу. Вирок виконаний 05.01.38. Реабілітований колегією з кримінальних справ Верховного Суду УРСР 25.06.60. (П — 15264, ДАХмО). |
| 148                               | Юр'єв Степан Кирилович                | 1898 р., с. Угли Брагинського р-ну Гродненської обл. (Білорусь), росіянин, освіта початкова. Проживав у с. Плужне, пом. нач. контори зв'язку. Заарештований 24.04.38. Звинувачення: шпигунство. Трійкою УНКВС Кам'янець-Подільської обл. 21.09.38 засуджений до розстрілу. Вирок виконаний. Реабілітований військтрибуналом Прикарпатського ВО 27.05.58. (П — 6142, ДАХмО). |

Дозвіл на вінчання, виданий заступником старости Плужанської районової управи. 22 лютого 1943 року

Захоплене німецькими військами 3 липня 1941 року, на 11 день від початку Німецько-радянської віни. Протягом 1941–1944 років село — адміністративний центр Плужнянського району Заславського ґебіту. За свідченнями сучасника, у Плужному розташовувалася невелика німецька залога і загін допоміжної поліції. 1941 року в селі знову відкрита православна церква.
За свідченнями очевидиці, жительки сусідніх М'якіт Марії Савлук, під час німецької окупації вона відвідувала 8-й клас плужненської школи. 1942 року її, 17-річну дівчину, як і багатьох інших мешканців села, відправили на примусові роботи до Німеччини. Збірний пункт розташовувався в клубі Плужного.
У травні 1943 року у Плужному відбувся бій куреня Української Повстанської Армії чисельністю понад 600 осіб з більшовицьким Партизанським з'єднанням імені Микити Хрущова.
Інший бій відбувся того ж року під Плужним між повстанським відділом під командуванням Івана Климишина («Крука») та німецькими окупантами і російськими козаками.
У лютому 1944 року село захоплене Червоною армією в рамках Рівненсько-Луцької операції.
Після бою під Стриганами в заболочені ліси під Плужним відступив загін УПА під командуванням сотенного Гутича.
1944 року новопризначений голова Плужнянського районного виконавчого комітету, колишній радянський партизан Григорій Пасічник, внаслідок невдоволення політикою радянської влади, захопивши печатку і бланки документів, пішов до УПА.
Протягом 1944—1946 років у Плужному військовими трибуналами проведено масові суди над німецькими військовополоненими і колишніми співробітниками німецької окупаційної адміністрації. Військових переважно вішали, цивільних засуджували до 5—25 років таборів ГУЛАГу.
За переказами місцевих мешканців, 1945 року, під час появи розвідки УПА в районі села Кунів, співробітники НКВС та істребки панічно втекли до міста Шепетівки.
1945 року розпочата примусова мобілізація місцевих жителів, переважно похилого віку або неповнолітніх, на підприємства чорної металургії сходу республіки, роботи з відбудови району та області. Молодь мобілізували до шкіл фабрично-заводського навчання Ворошиловоградської області та до ремісничих і залізничних училищ. Водночас населення обкладено численними податками, у тому числі так званим «добровільним» і податком на плодові дерева та ягідні кущі. Запроваджено облігації нібито добровільної державної позики. Встановлено план виконання обов'язкового державного постачання сільськогосподарської продукції, збору металобрухту, збільшено ставки так званого гарнцевого збору з млинів, крупорушок, маслобоєнь. Була заборонена переробка шкір усіх видів худоби. Як наслідок у селян з'явилися продовольчі проблеми.
1950 року в Плужному стала до ладу дизельна електростанція, пекарня і цегельня потужністю 30 тисяч цегли і 20 тисяч штук черепиці за один заклад. Радянська влада продовжувала використовувати щодо населення терористично-адміністративні методи. У серпні 1950 року Плужнянський народний суд розглянув справу про невиконання Хом'як Степанидою, Ткачук Лідією, Степанюк Степанидою, Блащук Харитиною, Лисак Зіною, Дзісяк Софією, Оліферуком Іваном встановленого мінімуму трудоднів за перше півріччя 1950 року. Судове слідство встановило, що вказані особи злісно ухилялися від роботи в колгоспі. Всіх засуджено до 6 місяців примусової праці і попереджено, що у випадку повторення буде позбавлено волі.
На початку 1950 років внаслідок надмірної централізації управління, прагнення проконтролювати всі основні суспільні процеси в Плужному швидко зростав адміністративно-бюрократичний апарат. На 1953 рік апарат Плужнянського райвідділу сільського господарства становив 67 службовців, апарат Плужнянської сільради досяг 69 осіб, тоді як вчителів у цьому сільському райцентрі нараховувалось всього 32. Райвідділ охорони здоров'я нараховував 32 особи, що становило 1/4 усіх медиків району. На утримання чиновників витрачалися величезні кошти, адже місячна зарплатня рядового службовця перевищувала річний прибуток колгоспника від роботи в громадському господарстві.
1955 року в селі збудовано двоповерхову школу на 650 учнів.
У 1958 році в Плужному відкрито училище механізації, яке до 1965 року підготувало 3200 спеціалістів, переважно механізаторів для сільського господарства. У 1965 році там навчалось 310 учнів, основу матеріальної бази складали 20 тракторів, 12 комбайнів, 300 га ріллі.
1966 року в селі відкрито телефонну станцію-автомат.
1969 року гуральню, збудовану на початку XX століття, пристосовано під фармацевтичний завод з виробництва біоміцину на 170 робочих місць.
Станом на 1971 рік у Плужному діяв колгосп «Дружба», що займався вирощуванням зернових культур і цукрових буряків, тваринництвом, садівництвом і бджільництвом. Також у селі діяло відділення «Сільгосптехніки», цегельний завод і комбінат комунальних підприємств. Функціонували середня і восьмирічна школи, школа-інтернат санаторного типу, клуб, радіовузол, 2 бібліотеки, краєзнавчий музей, лікарня на 100 ліжок, поліклініка, протитуберкульозний диспансер на 50 ліжок, 2 дитячих садочки, 3 підприємства громадського харчування, 8 крамниць.
Наприкінці 1989–1990 роках у Плужнянській середній школі виникла перша в Ізяславському районі організація Спілки незалежної української молоді. Тут же виник перший у районі осередок Руху.
З 1991 року Плужне в складі незалежної України.
Станом на 2006 рік припинили свою діяльність основні промислові підприємства села: Плужненський завод кормових антибіотиків, Плужненський цегельний завод і відділення «Сільгосптехніки». Матеріальна база підприємств знищена.
1 вересня 2013 року на території школи-інтернату відкрито пам'ятник Тарасові Шевченку.
20 червня 2016 року, у День Святого Духа, у Плужному відбувалося освячення нового храму Української Православної Церкви Київського Патріархату.

## Населення
| Населення села Плужне (1887—1978) | Населення села Плужне (1887—1978) | Населення села Плужне (1887—1978) | Населення села Плужне (1887—1978) | Населення села Плужне (1887—1978) | Населення села Плужне (1887—1978) | Населення села Плужне (1887—1978) | Населення села Плужне (1887—1978) |
| Рік                               | Загальна кількість                | Релігійний склад                  | Релігійний склад                  | Релігійний склад                  | Релігійний склад                  | Релігійний склад                  | Релігійний склад                  |
| Рік                               | Загальна кількість                | Греко-католики                    | %                                 | Римо-католики                     | %                                 | Юдеї                              | %                                 |
| --------------------------------- | --------------------------------- | --------------------------------- | --------------------------------- | --------------------------------- | --------------------------------- | --------------------------------- | --------------------------------- |
| 1887                              | 1430                              | —                                 | —                                 | —                                 | —                                 | —                                 | —                                 |
| 1971                              | 4009                              | —                                 | —                                 | —                                 | —                                 | —                                 | —                                 |
| 1978                              | 5600                              | —                                 | —                                 | —                                 | —                                 | —                                 | —                                 |
| 2001                              | 3297                              | —                                 | —                                 | —                                 | —                                 | —                                 | —                                 |
| 2020                              | 2638                              | —                                 | —                                 | —                                 | —                                 | —                                 | —                                 |
| 2021                              | 2732                              | —                                 | —                                 | —                                 | —                                 | —                                 | —                                 |

За даними перепису населення 2001 року в селі проживали 3297 осіб. Рідною мовою назвали:
| Мова       | Кількість осіб | Відсоток |
| ---------- | -------------- | -------- |
| українська | 3267           | 99,09 %  |
| російська  | 30             | 0,91 %   |

## Відомі люди
У 1860-их роках під час своєї подорожі по Волині Плужне відвідував віденський художник Генріх Пеєр. Також у другій половині XIX століття місцеві краєвиди змальовував відомий білорусько-польський пейзажист Наполеон Орда.
В 1900-их роках, їдучи на гостину до свекрів Кривинюків у Гнійницю, через село проїжджала українська письменниця Ольга Косач-Кривинюк
Про події 1919 року, спалення Палацу Тишкевичів під час нападу на Плужне більшовиків, пише у своїй автобіографічній повісті «Пожежа» польська письменниця Зофія Коссак-Щуцька, яка проживала у ці часи на Волині, у селі Новоселиця.

### Уродженці села
- Ананій Гоминюк (*1(13) вересня 1866 — ?) — український лірник. Сліпий з дитинства[61].
- Адель Ельжбета Ігнатія Тишкевич (*3 вересня 1908 — †1960) — графиня, дочка дідича плужненських і гульських маєтностей графа Едварда Тишкевича і Аделі з Дембовських.
- Роман Бортник (*1908 — †1945) — радянський військовик, удостоєний звання Героя Радянського Союзу.
- Дмитро Тимощук (*1919 — †1999) — радянський військовик, удостоєний звання Героя Радянського Союзу.
- Казимир Піонтковський (*4 березня 1924 — †1 листопада 2007) — польський військовик, кавалер Срібного хреста Virtuti Militari[62].
- Олександр Васильчук (*29 березня 1945 — †17 грудня 2011) — радянський і російський автомобілебудівник, доктор технічних наук[63].
- Олег Дзісяк (*4 жовтня 1951) — український лікар, громадський діяч[64].
- Олександр Романюк (*30 квітня 1958) — український науковець.
- Ігор Хом'як (*18 квітня 1975 — †19 червня 2016) — прапорщик ЗСУ, кавалер ордену «За мужність» (посмертно)[65][66].
- Віктор Яроцький (*1975) — український і американський біофізик[67].

## Політика
Голова сільської ради — Максимчук Віктор Йосипович, 1961 року народження, обраний вчетверте у 2010 році, позапартійний.
До складу Плужненської сільської ради входить 24 депутати, з них 20 самовисуванців, 2 від «Сильної України», 1 від Партії регіонів і 1 від Соціалістичної партії України.
- Під час парламентських виборів 2002 року в селі працювало дві дільниці (№ 196 і № 197), на яких зареєстровано 2291 виборця[70]. Явка склала 74,02 %, найбільше голосів віддано за Блок Віктора Ющенка «Наша Україна» — 38,03 %, за Блок Юлії Тимошенко — 31,13 %, за Соціалістичну партію України — 8,31 %. В одномандатному окрузі найбільше голосів отримав Олуйко Віталій Миколайович («За Єдину Україну!») — 37,02 %, Триндюк Юрій Григорович (самовисування) — 23,70 %, Побережний Анатолій Іванович (Соціал-демократична партія України (об'єднана)) — 13,85 %[71][72][73].
- Вибори Президента України 2004 (третій тур): на виборчих дільницях № 199 і № 200 зареєстровано 2212 виборці, явка 79,65 %, з них за Віктора Ющенка — 92,81 %, Віктора Януковича — 4,75 %[74].
- Парламентські вибори 2006: на виборчих дільницях № 117 і № 118 зареєстровано 2141 виборця, явка 66,97 %, найбільше голосів віддано за Блок Юлії Тимошенко — 31,58 %, блок «Наша Україна» — 30,33 %, Соціалістичну партію України — 14,01 %[75][76].
- Парламентські вибори 2007: на виборчих дільницях № 117 і № 118 зареєстровано 2045 виборців, явка 61,12 %, найбільше голосів віддано за Блок Юлії Тимошенко — 58,48 %, Блок «Наша Україна — Народна самооборона» — 18,72 %, Партію регіонів — 9,52 %, Блок Литвина — 4,64 %[77][78].
- Вибори Президента України 2010 (перший тур): на виборчих дільницях № 199 і № 200 зареєстровано 2023 виборці, явка 67,42 %, найбільше голосів віддано за Юлію Тимошенко — 56,96 %, Віктора Януковича — 10,55 %, Сергія Тігіпка — 9,16 %[79][80].
- Вибори Президента України 2010 (другий тур): зареєстровано 2031 виборця, явка 78,53 %, найбільше голосів віддано за Юлію Тимошенко — 81,50 %, Віктора Януковича — 15,36 %[81].

| Підсумки голосування на парламентських виборах 2012 року | Підсумки голосування на парламентських виборах 2012 року | Підсумки голосування на парламентських виборах 2012 року | Підсумки голосування на парламентських виборах 2012 року | Підсумки голосування на парламентських виборах 2012 року |
| -------------------------------------------------------- | -------------------------------------------------------- | -------------------------------------------------------- | -------------------------------------------------------- | -------------------------------------------------------- |
|                                                          |                                                          |                                                          |                                                          | віддано голосів                                          |
| ВО «Батьківщина»                                         | ВО «Батьківщина»                                         |                                                          | 520                                                      | 520                                                      |
| ВО «Свобода»                                             | ВО «Свобода»                                             |                                                          | 174                                                      | 174                                                      |
| «УДАР»                                                   | «УДАР»                                                   |                                                          | 157                                                      | 157                                                      |
| Партія регіонів                                          | Партія регіонів                                          |                                                          | 119                                                      | 119                                                      |
| КПУ                                                      | КПУ                                                      |                                                          | 107                                                      | 107                                                      |
| Інші                                                     | Інші                                                     |                                                          | 80                                                       | 80                                                       |

- Під час парламентських виборів 2012 року у селі працювало дві виборчі дільниці, розташовані в школі-гімназії (№ 680433) і будинку культури (№ 680434)[83]. Зареєстровано 2022 виборці, явка 57,22 %[82] (за іншими даними 57,07 %[84]), найбільше голосів віддано за Всеукраїнське об'єднання «Батьківщина» — 44,94 %, Всеукраїнське об'єднання «Свобода» — 15,03 % та партію «УДАР» — 13,56 %. В одномандатному окрузі двоє кандидатів отримали однакову кількість голосів, Сабій Ігор Михайлович (Всеукраїнське об'єднання «Свобода») — 21,49 % і Артемчук Анатолій Володимирович (самовисування) — 21,49 %, за Яцкова Бориса Олександровича (самовисування) — 19,75 %[82][84][85].

## Освіта і культура
Заклади освіти у Плужному:

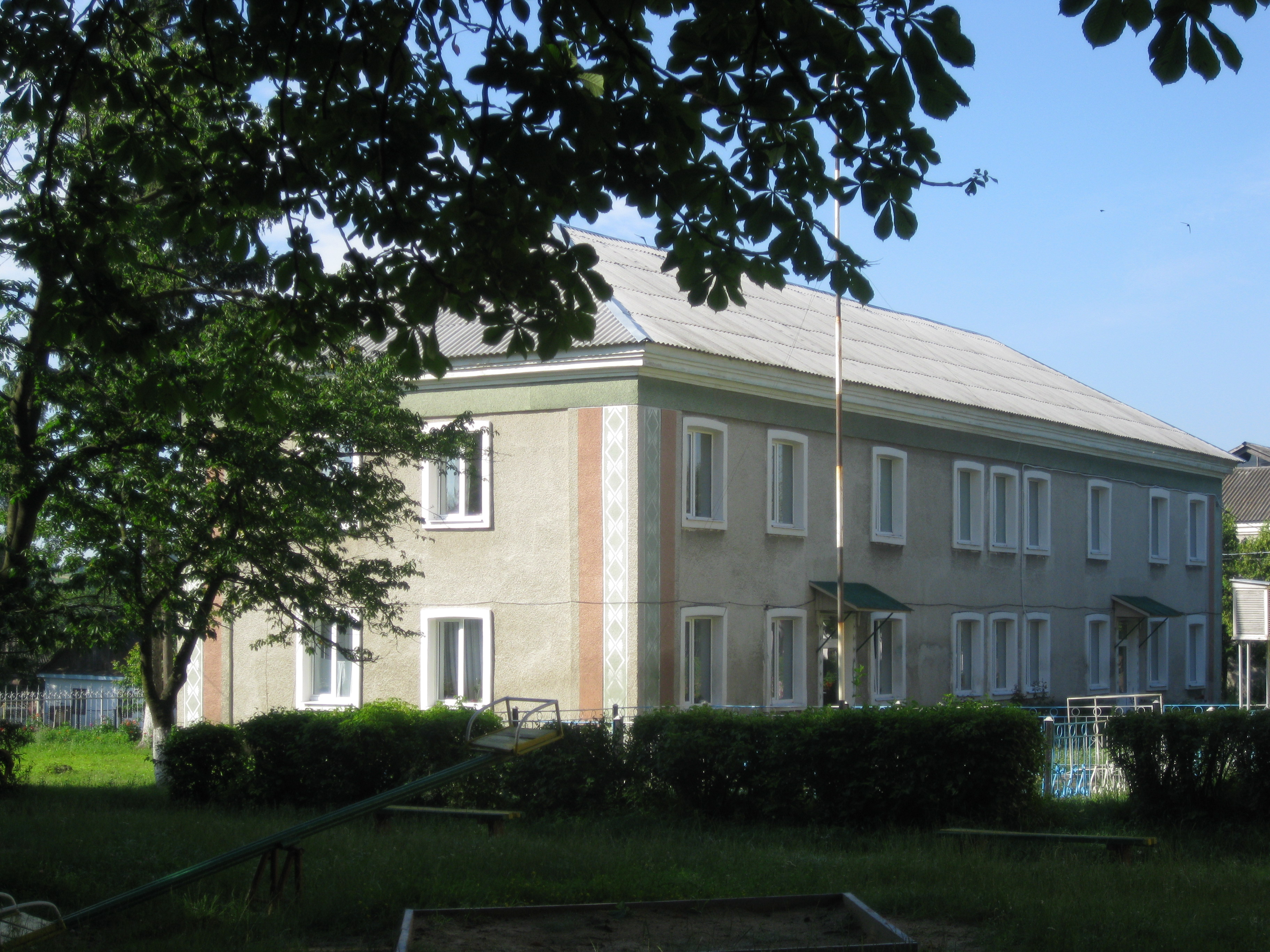
Один з корпусів школи-інтернату

- ЗОШ I-III ступенів Плужненський НВК «Загальноосвітня школа I-III ступенів, гімназія» ім. Р. Й. Бортника [86]
- ЗОШ І-ІІ ступенів (Парківська) — ліквідована
- Плужненська загальноосвітня санаторна школа-інтернат І-ІІ ступенів
- Плужненський професійний аграрний ліцей [87]
- Плужненський дошкільний навчальний заклад (ясла-садок)

Плужненські заклади культури:
- Будинок культури
- 2 клуби (с. Хотень Перший, с. Гаврилівка)
- Дитяча школа мистецтв
- Бібліотека для дорослих
- Бібліотека для дітей[88]

У селі діє дитячий фольклорний ансамбль «Барвінець».

## Релігія
За офіційною інформацією 2011 року, з релігійних організацій у Плужному діяла лише парафія Української православної церкви (Московського патріархату), ліком 800 осіб. 10 жовтня 2010 року дерев'яна церква святого Архангела Михаїла, у якій громада здійснювала богослужіння, згоріла. Станом на липень 2013 року ведуться активні роботи з побудови нового мурованого храму за робочим проектом, в основу якого покладений графічний проект Віталія Вербицького, студента Національного університету водного господарства та природокористування, уродженця села.
Станом на 2013 рік у селі також діє церква християн віри євангельської — п'ятидесятників «Слово істини». Пастором якої є Василь Хмарук.
20 червня 2016 року в селі заснована громада Святотроїцької церкви Української православної церкви Київського патріархату з настоятелем, протоієреєм Юрієм Приймаком.
Римо-католики Плужного приписані до парафії Найсвятішого серця Господа Ісуса в селі Мала Радогощ.

## Пам'ятники

Братська могила радянських воїнів загиблих у II світовій

Пам'ятник землякам, загиблим під час Німецько-радянської війни

- Монумент загиблим у Другій світовій війні плужненцям (центральна площа).
- Братська могила радянських воїнів та партизанів (за свідченням очевидців 1944 року тут похований неповнолітній радянський партизан Валик Котик, 1958 року удостоєний звання Героя Радянського Союзу), розташована у центральному сквері[95].
- Пам'ятний знак «Дітям Плужного», розташований на околиці села, край дороги на місто Ізяслав.
- «Хрест скорботи» на пам'ять жертв Голодомору в Україні 1932–1933 років (вул. Островського, навпроти старого кладовища).
- Пам'ятник Тарасу Шевченку (внутрішній двір санаторної школи-інтернат).

## Економіка
У Плужному є такі підприємства:
- комунгосп;
- поштове відділення;
- банківські відділення:
  - «Ощадбанк», відділення № 2890/018;
  - «Райффайзен банк Аваль»;
- сільськогосподарські підприємства (основна спеціалізація — зернові культури):
  - СТОВ «Русь-ДМ»;
  - ТОВ «Ленд ком»;
- млин;
- пилорама;
- перукарня;

## Зв'язок
Послуги фіксованого та мобільного зв'язку, дротового мовлення, доступу до мережі інтернет на території села надає ПАТ «Укртелеком».
Мобільний зв'язок і доступ до мережі інтернет забезпечують загальнонаціональні оператори мобільного зв'язку ТОВ «Астеліт» (life:)), ПАТ «Київстар», ПрАТ «МТС Україна».
У жовтні 2012 року в плужненській бібліотеці відкрито пункт вільного доступу громадян до мережі інтернет, обладнаний двома комп'ютерами.
Поштовий зв'язок забезпечується державним підприємством «Укрпошта».

## Галерея
| Стадіон | Сквер | Урочище Круглик | Урочище Замчисько |

## Зауваги
1. ↑  До 19 липня 2020 року село входило до складу Ізяславського району, який в результаті адміністративно-територіальної реформи в Україні 2020 року був ліквідований[2].
2. ↑  Зокрема 31 січня 1930 року в одному з директивних листів Шепетівського округового комітету комсомолу вимагалося: «Треба підтягти антирелігійний фронт, максимально підсилити антирелігійну роботу, спрямовуючи її в бік повної ліквідації релігійних забобонів, повного витіснення релігійних свят, ліквідації церков». Див.: На межі тисячоліть: Християнство як феномен культури / Ред. Р. П. Іванченко-Іванова. — Київ: Науково-методологічний центр вищої освіти, Міністерство освіти України, Українська православна церква, Київський патріархат, Міжрегіональний центр лінгвістики і права, 2000. — С. 36.
3. ↑  Почала виходити в 1935 році. До 14 березня того ж року називалася «За соціалістичну перебудову». До 1937 друкувалася за межами села. Наклад становив 1,800 примірників. 1938 року припинила виходити. Див.: Періодичні видання УРСР 1917–1960. Газети. — Харків, 1965. — С. 261.